# Liste des sous-marins de l'United States Navy
Cette liste des sous-marins de l'United States Navy comprend l'ensemble des sous-marins utilisés par l'United States Navy depuis la mise en service du USS Holland (SS-1) le 12 octobre 1900, soit 671 unités lors de la mise en service du dernier exemplaire de la classe Virginia, l'USS John Warner (SSN-785) mi-2015.
On distingue cinq types de sous-marins :
- Les sous-marins à propulsion diesel/électrique mis en service entre 1900 et 1990 ;
- Les sous-marins nucléaires d'attaque (SNA ou SSN) mis en service depuis 1955 ;
- Les sous-marins nucléaires lanceurs d'engins (SNLE ou SSBN) mis en service depuis 1959 ;
- Les sous-marin nucléaire lanceur de missiles de croisière (SSGN) mis en service depuis 1981 ;
- Les sous-marins de recherche et sauvetage à grande profondeur mis en service depuis 1965.

## Premiers sous-marins (avant 1900)
- Turtle - 1775
- USS Alligator (1862)
- CSS H. L. Hunley - 1863
- Intelligent Whale - 1863

## Sous-marins à propulsion diesel/électrique (1900-1990)

### Classe Holland (1900-1905)
- USS Holland (SS-1)

### Classe Plunger(1903 – 1921)

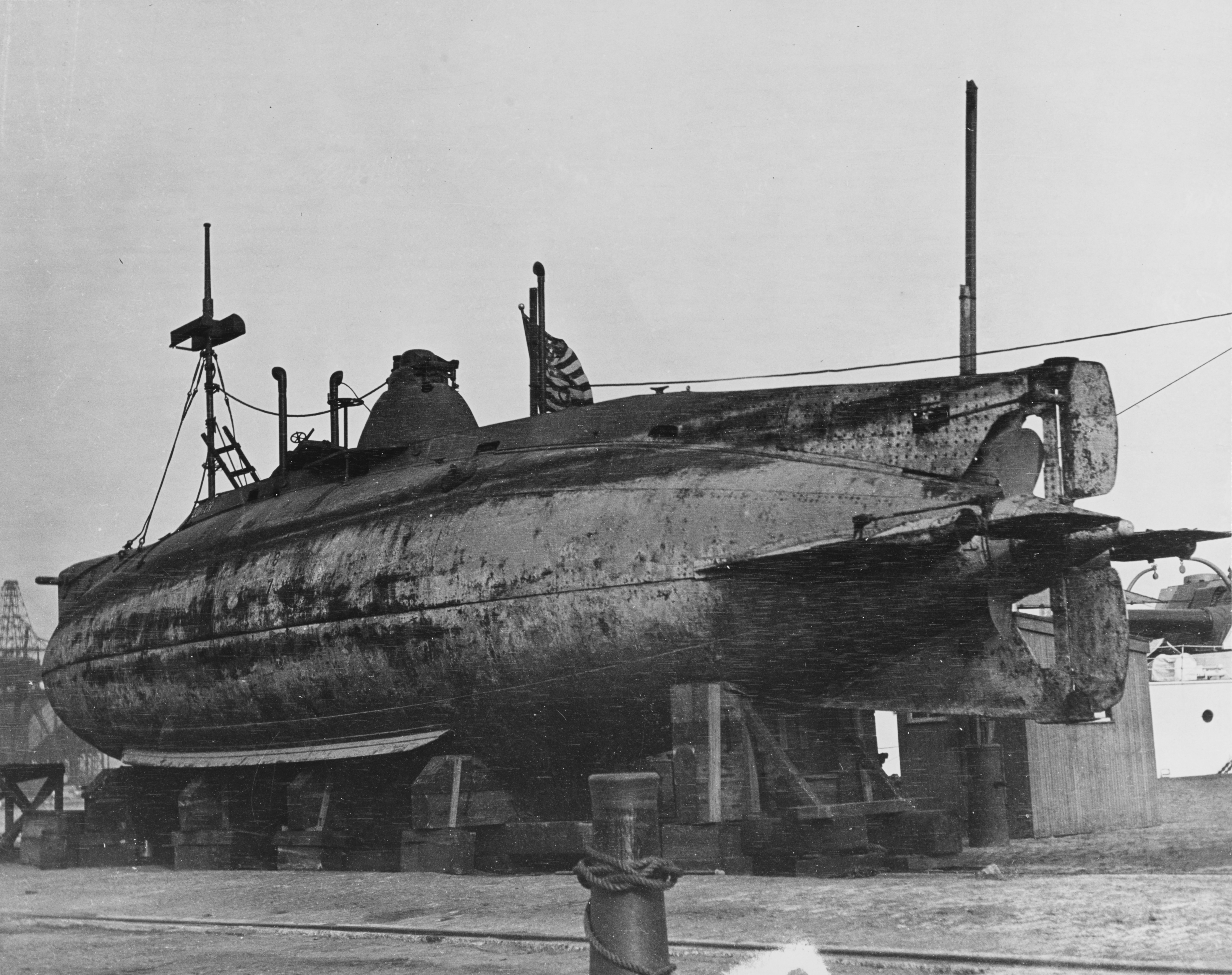
L'USS Plunger (SS-2).

- USS Plunger (SS-2)
- USS Adder (SS-3)
- USS Grampus (SS-4)
- USS Moccasin (SS-5)
- USS Pike (SS-6)
- USS Porpoise (SS-7)
- USS Shark (SS-8)

### Classe B(1907 – 1921)
- USS B-1 (SS-10) (en)
- USS B-2 (SS-11) (en)
- USS B-3 (SS-12) (en)

### Classe C(1908 – 1919)
- USS C-1 (SS-9) (en)
- USS C-2 (SS-13) (en)
- USS C-3 (SS-14) (en)
- USS C-4 (SS-15) (en)
- USS C-5 (SS-16) (en)

### Classe D(1909 – 1922)

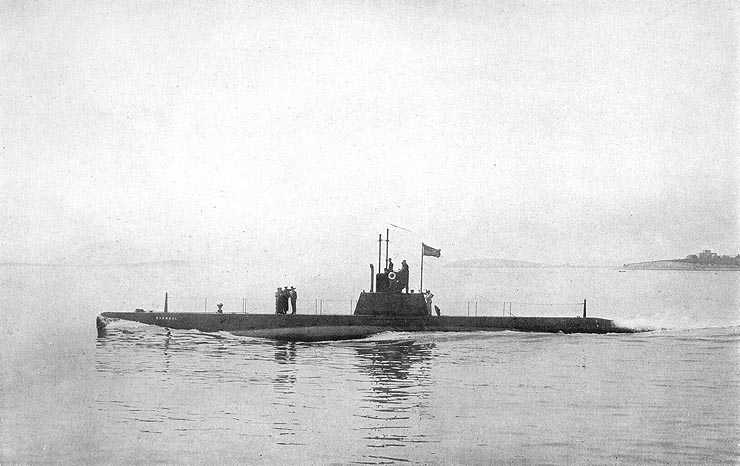
L'USS D-1 (SS-17).

- USS D-1 (SS-17) (en)
- USS D-2 (SS-18) (en)
- USS D-3 (SS-19) (en)

### Classe E(1912 – 1921)
- USS E-1 (SS-24) (en)
- USS E-2 (SS-25) (en)

### Classe F(1912 – 1922)
- USS F-1 (SS-20)
- USS F-2 (SS-21)
- USS F-3 (SS-22)
- USS F-4 (SS-23)

### Classe G(1912 – 1921)

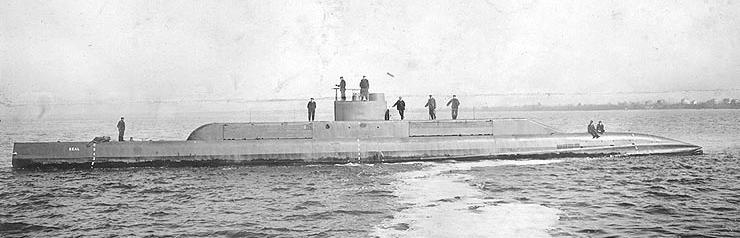
L'USS G-1 (SS-19½).

- USS G-1 (SS-19½) (en)
- USS G-2 (SS-27) (en)
- USS G-3 (SS-31) (en)
- USS G-4 (SS-26) (en)

### Classe H(1913-1922)
- USS H-1 (SS-28)
- USS H-2 (SS-29)
- USS H-3 (SS-30)
- USS H-4 (SS-147)
- USS H-5 (SS-148)
- USS H-6 (SS-149)
- USS H-7 (SS-150)
- USS H-8 (SS-151)
- USS H-9 (SS-152)

### Classe K(1914-1923)

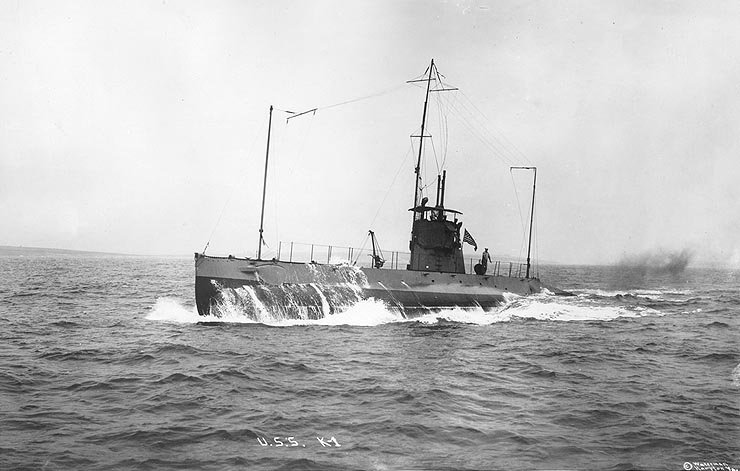
L'USS K-1 (SS-32).

- USS K-1 (SS-32) (en)
- USS K-2 (SS-33) (en)
- USS K-3 (SS-34) (en)
- USS K-4 (SS-35) (en)
- USS K-5 (SS-36) (en)
- USS K-6 (SS-37) (en)
- USS K-7 (SS-38) (en)
- USS K-8 (SS-39) (en)

### Classe L(1916-1923)

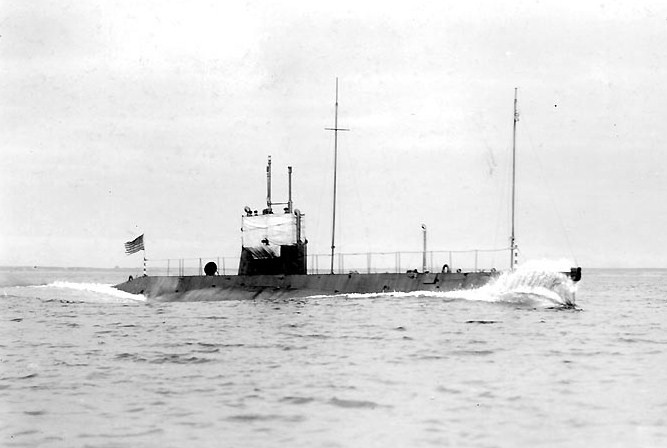
L'USS L-1 (SS-40).

- USS L-1 (SS-40) (en)
- USS L-2 (SS-41) (en)
- USS L-3 (SS-42) (en)
- USS L-4 (SS-43) (en)
- USS L-5 (SS-44) (en)
- USS L-6 (SS-45) (en)
- USS L-7 (SS-46) (en)
- USS L-8 (SS-48) (en)
- USS L-9 (SS-49) (en)
- USS L-10 (SS-50) (en)
- USS L-11 (SS-51) (en)

### Classe M(1918 – 1922)
- USS M-1 (SS-47)

### Classe N(1917 – 1926)
- USS N-1 (SS-53) (en)
- USS N-2 (SS-54) (en)
- USS N-3 (SS-55) (en)
- USS N-4 (SS-56) (en)
- USS N-5 (SS-57) (en)
- USS N-6 (SS-58) (en)
- USS N-7 (SS-59) (en)

### Classe O(1918 – 1945)

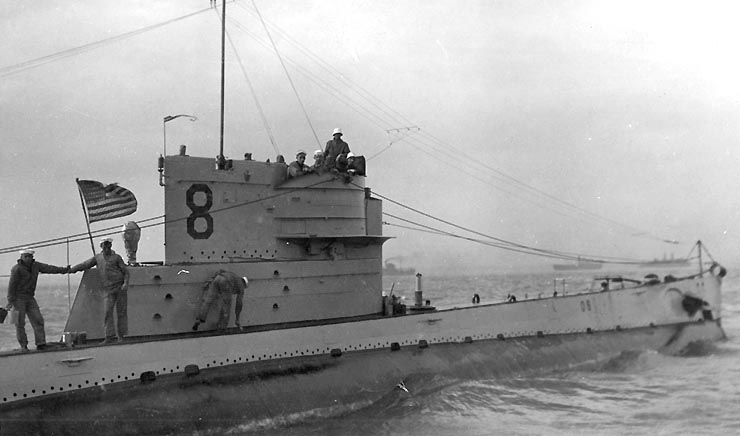
L'USS O-8 (SS-69).

- USS O-1 (SS-62) (en)
- USS O-2 (SS-63) (en)
- USS O-3 (SS-64) (en)
- USS O-4 (SS-65) (en)
- USS O-5 (SS-66) (en)
- USS O-6 (SS-67) (en)
- USS O-7 (SS-68) (en)
- USS O-8 (SS-69) (en)
- USS O-9 (SS-70) (en)
- USS O-10 (SS-71) (en)
- USS O-11 (SS-72) (en)
- USS O-12 (SS-73)
- USS O-13 (SS-74) (en)
- USS O-14 (SS-75) (en)
- USS O-15 (SS-76) (en)
- USS O-16 (SS-77) (en)

### Classe R(1918 – 1945)

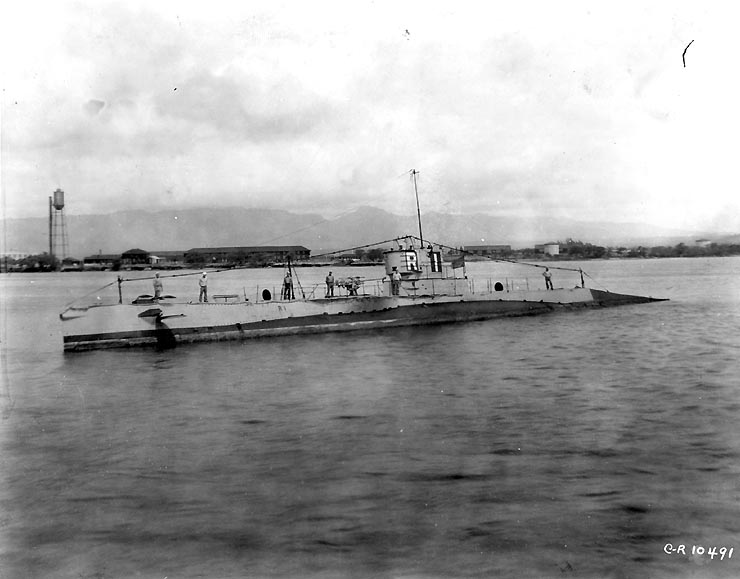
L'USS R-1 (SS-78).

- USS R-1 (SS-78) (en)
- USS R-2 (SS-79) (en)
- USS R-3 (SS-80) (en)
- USS R-4 (SS-81) (en)
- USS R-5 (SS-82) (en)
- USS R-6 (SS-83) (en)
- USS R-7 (SS-84) (en)
- USS R-8 (SS-85) (en)
- USS R-9 (SS-86) (en)
- USS R-10 (SS-87) (en)
- USS R-11 (SS-88) (en)
- USS R-12 (SS-89) (en)
- USS R-13 (SS-90) (en)
- USS R-14 (SS-91) (en)
- USS R-15 (SS-92) (en)
- USS R-16 (SS-93) (en)
- USS R-17 (SS-94) (en)
- USS R-18 (SS-95) (en)
- USS R-19 (SS-96) (en)
- USS R-20 (SS-97) (en)
- USS R-21 (SS-98) (en)
- USS R-22 (SS-99) (en)
- USS R-23 (SS-100) (en)
- USS R-24 (SS-101) (en)
- USS R-25 (SS-102) (en)
- USS R-26 (SS-103) (en)
- USS R-27 (SS-104) (en)

### Classe S(1918-1925)

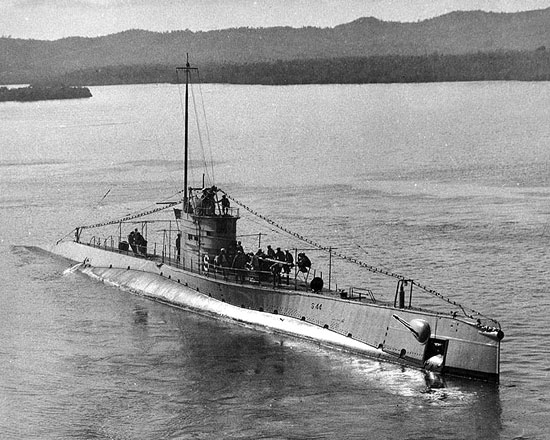
L'USS S-44 (SS-155).

- USS S-1 (SS-105) (en)
- USS S-2 (SS-106) (en)
- USS S-3 (SS-107) (en)
- USS S-4 (SS-109) (en)
- USS S-5 (SS-110) (en)
- USS S-6 (SS-111) (en)
- USS S-7 (SS-112) (en)
- USS S-8 (SS-113) (en)
- USS S-9 (SS-114) (en)
- USS S-10 (SS-115) (en)
- USS S-11 (SS-116) (en)
- USS S-12 (SS-117) (en)
- USS S-13 (SS-118) (en)
- USS S-14 (SS-119) (en)
- USS S-15 (SS-120) (en)
- USS S-16 (SS-121) (en)
- USS S-17 (SS-122) (en)
- USS S-18 (SS-123) (en)
- USS S-19 (SS-124) (en)
- USS S-20 (SS-125) (en)
- USS S-21 (SS-126) (en)
- USS S-22 (SS-127) (en)
- USS S-23 (SS-128) (en)
- USS S-24 (SS-129) (en)
- USS S-25 (SS-130)
- USS S-26 (SS-131) (en)
- USS S-27 (SS-132) (en)
- USS S-28 (SS-133) (en)
- USS S-29 (SS-134) (en)
- USS S-30 (SS-135) (en)
- USS S-31 (SS-136) (en)
- USS S-32 (SS-137) (en)
- USS S-33 (SS-138) (en)
- USS S-34 (SS-139) (en)
- USS S-35 (SS-140) (en)
- USS S-36 (SS-141) (en)
- USS S-37 (SS-142)
- USS S-38 (SS-143) (en)
- USS S-39 (SS-144) (en)
- USS S-40 (SS-145) (en)
- USS S-41 (SS-146) (en)
- USS S-42 (SS-153)
- USS S-43 (SS-154) (en)
- USS S-44 (SS-155) (en)
- USS S-45 (SS-156) (en)
- USS S-46 (SS-157) (en)
- USS S-47 (SS-158) (en)
- USS S-48 (SS-159) (en)
- USS S-49 (SS-160) (en)
- USS S-50 (SS-161) (en)
- USS S-51 (SS-162) (en)

### Classe AA-1(1920 – 1927)
- USS T-1 (SS-52) (en)
- USS T-2 (SS-60) (en)
- USS T-3 (SS-61) (en)

### Classe Barracuda(1924-1945)

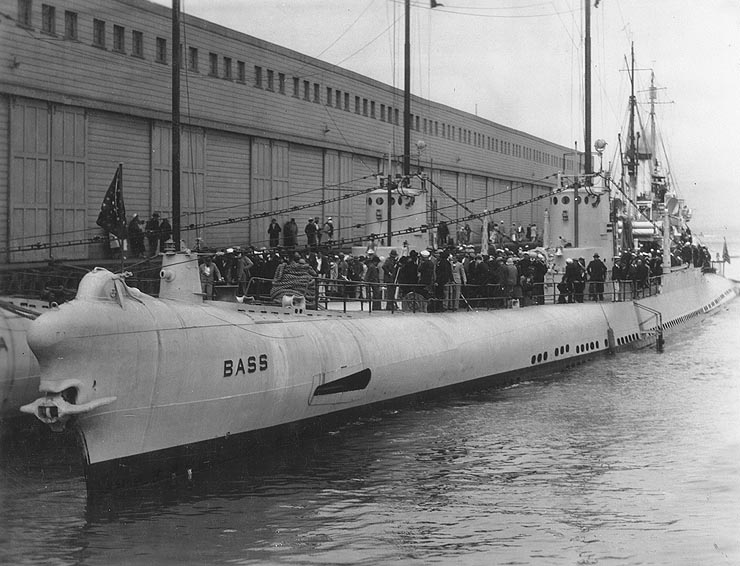
L'USS Bass (SS-164).

- USS Barracuda (SS-163) (en)
- USS Bass (SS-164) (en)
- USS Bonita (SS-165) (en)

### Classe Argonaut(1928-1943)
- USS Argonaut (SS-166) (en)

### Classe Narwal(1930-1945)
- USS Narwhal (SS-167) (en)
- USS Nautilus (SS-168)

### Classe Dolphin(1932-1945)
- USS Dolphin (SS-169)

### Classe Cachalot(1933-1945)

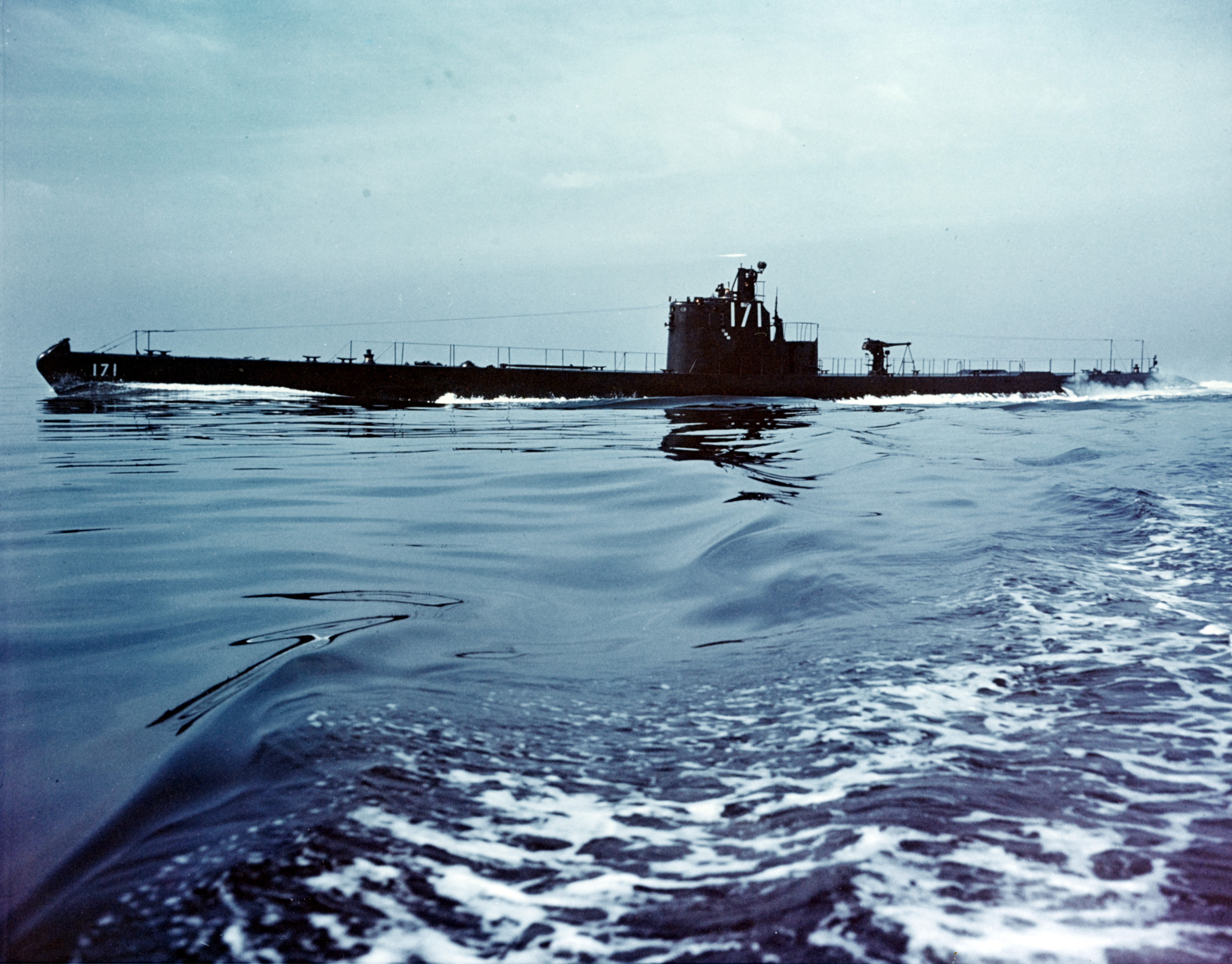
L'USS Cuttlefish (SS-171).

- USS Cachalot (SS-170) (en)
- USS Cuttlefish (SS-171) (en)

### Classe Porpoise(1935 – 1945)
- USS Porpoise (SS-172) (en)
- USS Pike (SS-173) (en)
- USS Shark (SS-174) (en)
- USS Tarpon (SS-175) (en)
- USS Perch (SS-176) (en)
- USS Pickerel (SS-177) (en)
- USS Permit (SS-178) (en)
- USS Plunger (SS-179) (en)
- USS Pollack (SS-180) (en)
- USS Pompano (SS-181) (en)

### Classe Salmon(1937 – 1946)
- USS Salmon (SS-182) (en)
- USS Seal (SS-183) (en)
- USS jack (SS-184) (en)
- USS Snapper (SS-185) (en)
- USS Stingray (SS-186) (en)
- USS Sturgeon (SS-187)

### Classe Sargo(1939 – 1946)

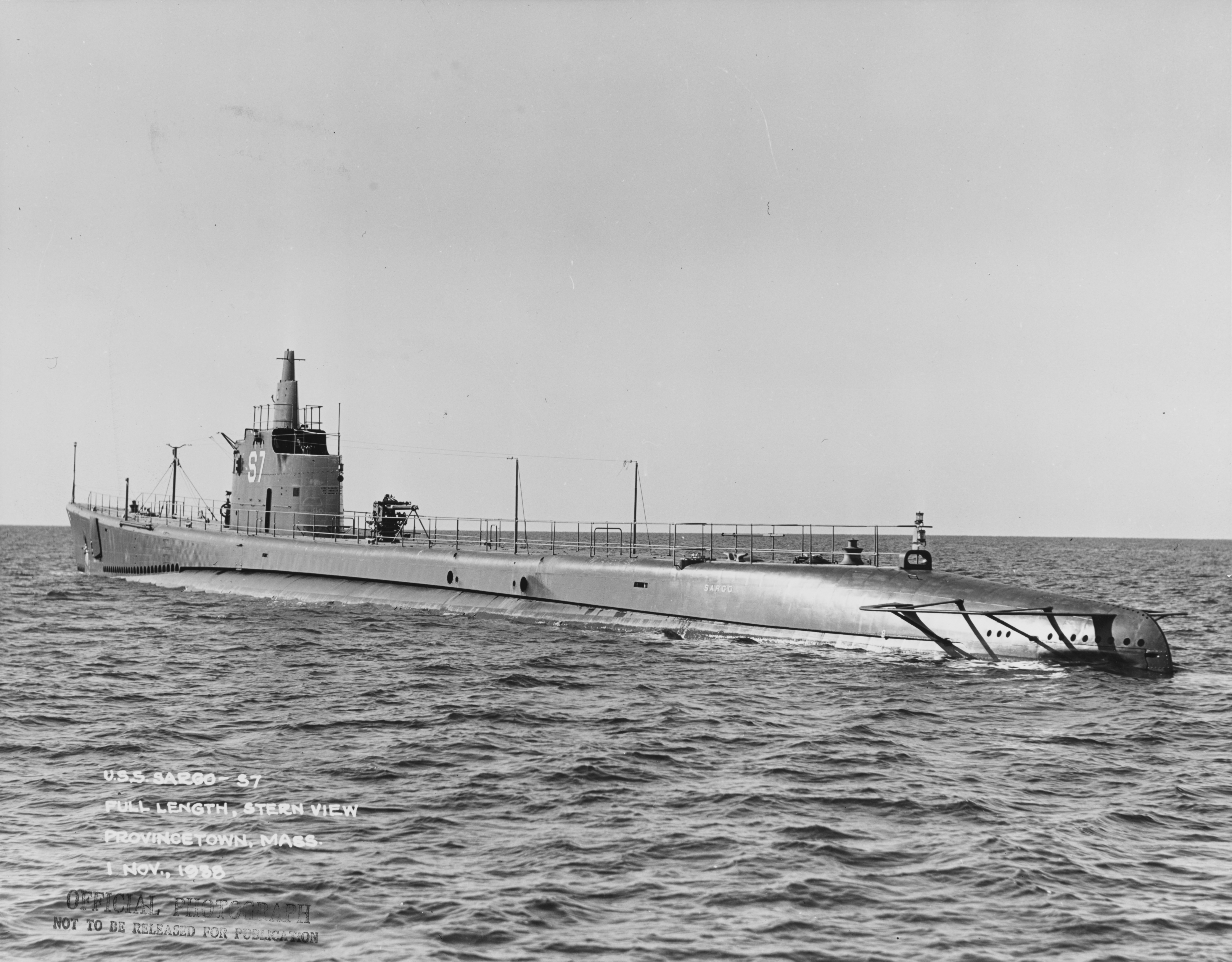
L'USS Sargo (SS-188).

- USS Sargo (SS-188)
- USS Saury (SS-189) (en)
- USS Spearfish (SS-190) (en)
- USS Sculpin (SS-191)
- USS Sailfish (SS-192)
- USS Swordfish (SS-193)
- USS Seadragon (SS-194) (en)
- USS Sealion (SS-195) (en)
- USS Searaven (SS-196) (en)
- USS Seawolf (SS-197)

### Classe Tambor(1940 – 1946)

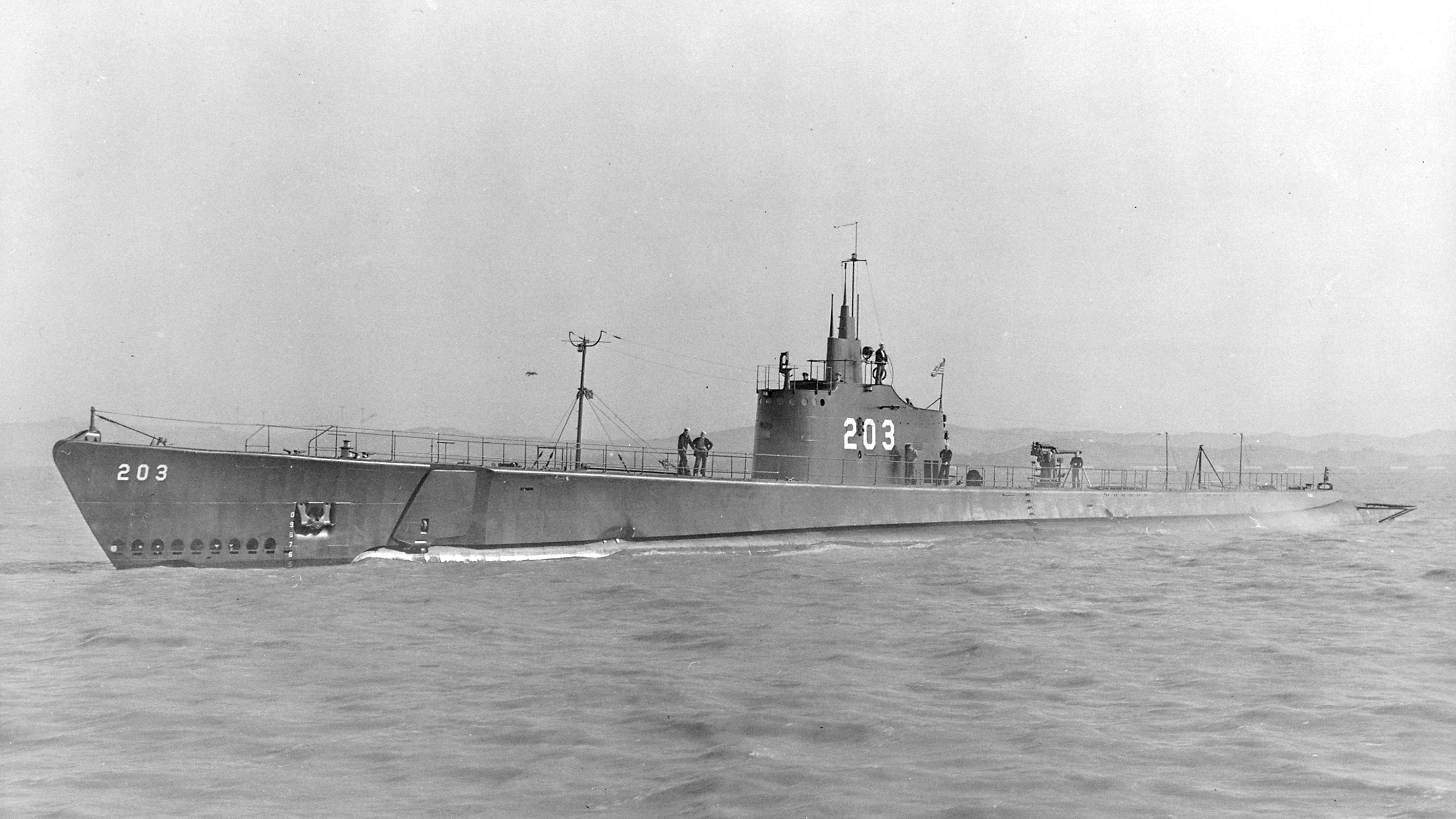
L'USS Tuna (SS-203).

- USS Tambor (SS-198) (en)
- USS Tautog (SS-199)
- USS Thresher (SS-200) (en)
- USS Triton (SS-201) (en)
- USS Trout (SS-202)
- USS Tuna (SS-203) (en)
- USS Gar (SS-206) (en)
- USS Grampus (SS-207) (en)
- USS Grayback (SS-208)
- USS Grayling (SS-209) (en)
- USS Grenadier (SS-210)
- USS Gudgeon (SS-211) (en)

### Classe Mackerel(1941 – 1945)
- USS Marlin (SS-205) (en)
- USS Mackerel (SS-204) (en)

### Classe Gato(1943 – 1969)

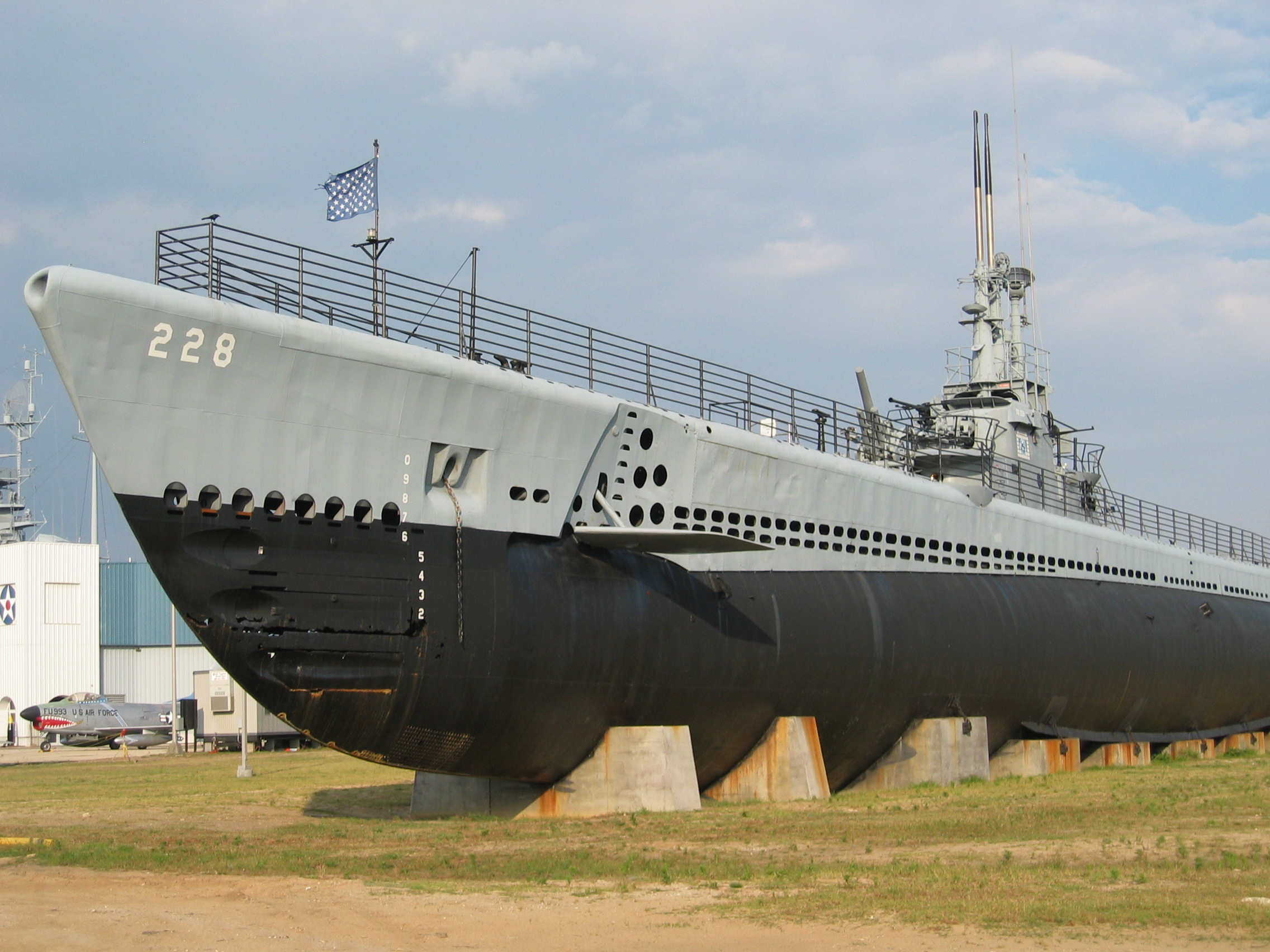
L'USS Drum (SS-228).

- USS Gato (SS-212) (en)
- USS Greenling (SS-213) (en)
- USS Grouper (SS-214) (en)
- USS Growler (SS-215)
- USS Grunion (SS-216) (en)
- USS Guardfish (SS-217)
- USS Albacore (SS-218)
- USS Amberjack (SS-219) (en)
- USS Barb (SS-220) (en)
- USS Blackfish (SS-221) (en)
- USS Bluefish (SS-222) (en)
- USS Bonefish (SS-223) (en)
- USS Cod (SS-224)
- USS Cero (SS-225) (en)
- USS Corvina (SS-226) (en)
- USS Darter (SS-227)
- USS Drum (SS-228)
- USS Flying Fish (SS-229) (en)
- USS Finback (SS-230)
- USS Haddock (SS-231)
- USS Halibut (SS-232) (en)
- USS Herring (SS-233) (en)
- USS Kingfish (SS-234) (en)
- USS Shad (SS-235)
- USS Silversides (SS-236)
- USS Trigger (SS-237) (en)
- USS Wahoo (SS-238)
- USS Whale (SS-239) (en)
- USS Angler (SS-240) (en)
- USS Bashaw (SS-241) (en)
- USS Bluegill (SS-242)
- USS Bream (SS-243) (en)
- USS Cavalla (SS-244)
- USS Cobia (SS-245)
- USS Croaker (SS-246)
- USS Dace (SS-247)
- USS Dorado (SS-248) (en)
- USS Flasher (SS-249)
- USS Flier (SS-250) (en)
- USS Flounder (SS-251) (en)
- USS Gabilan (SS-252)
- USS Gunnel (SS-253) (en)
- USS Gurnard (SS-254) (en)
- USS Haddo (SS-255) (en)
- USS Hake (SS-256)
- USS Harder (SS-257)
- USS Hoe (SS-258) (en)
- USS Jack (SS-259)
- USS Lapon (SS-260) (en)
- USS Mingo (SS-261) (en)
- USS Muskallunge (SS-262) (en)
- USS Paddle (SS-263) (en)
- USS Pargo (SS-264) (en)
- USS Peto (SS-265) (en)
- USS Pogy (SS-266) (en)
- USS Pompon (SS-267) (en)
- USS Puffer (SS-268) (en)
- USS Rasher (SS-269)
- USS Raton (SS-270) (en)
- USS Ray (SS-271) (en)
- USS Redfin (SS-272) (en)
- USS Robalo (SS-273) (en)
- USS Rock (SS-274) (en)
- USS Runner (SS-275) (en)
- USS Sawfish (SS-276)
- USS Scamp (SS-277)
- USS Scorpion (SS-278)
- USS Snook (SS-279)
- USS Steelhead (SS-280) (en)
- USS Sunfish (SS-281) (en)
- USS Tunny (SS-282)
- USS Tinosa (SS-283) (en)
- USS Tullibee (SS-284) (en)
- USS Golet (SS-361) (en)
- USS Guavina (SS-362) (en)
- USS Guitarro (SS-363) (en)
- USS Hammerhead (SS-364) (en)

### Classe Balao(1943 – 1975)

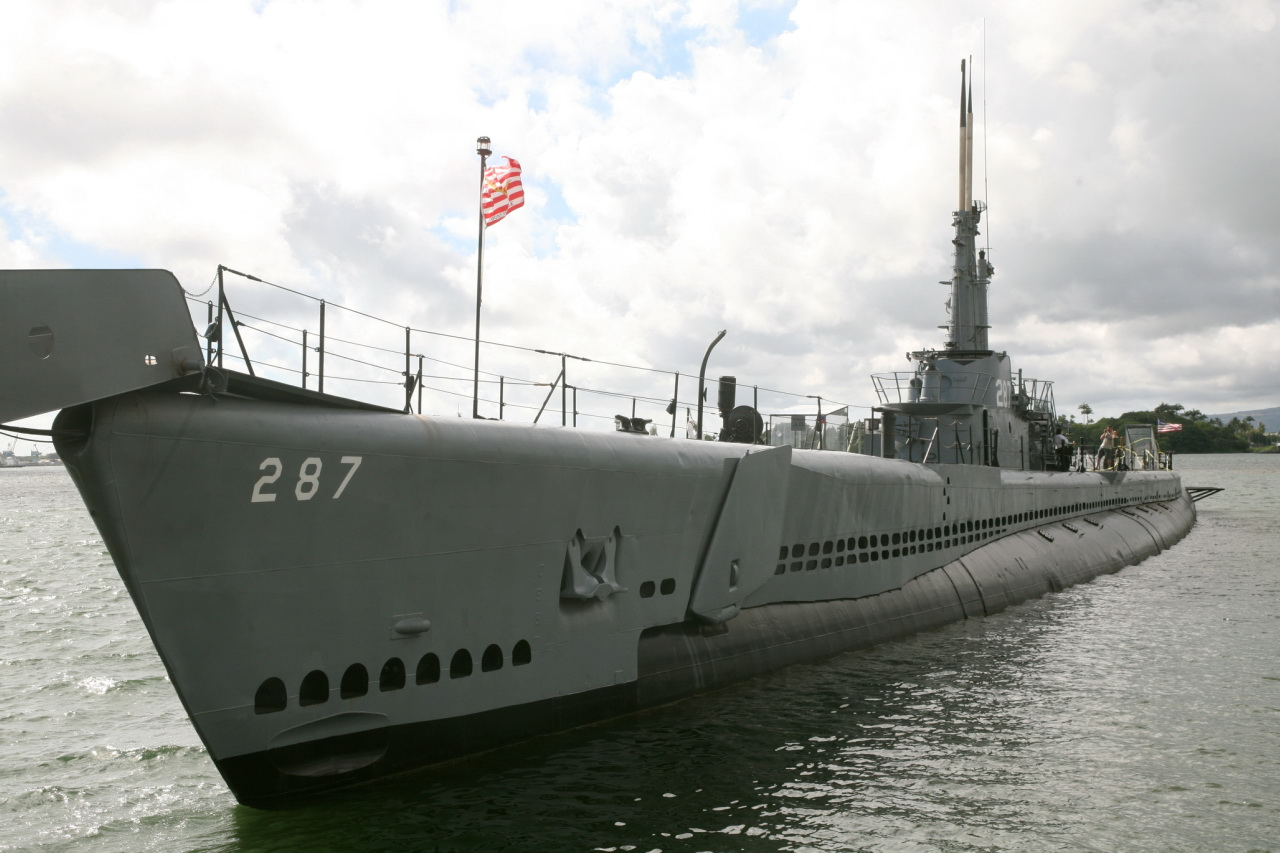
L'USS Bowfin (SS-287).

- USS Balao (SS-285)
- USS Billfish (SS-286) (en)
- USS Bowfin (SS-287)
- USS Cabrilla (SS-288) (en)
- USS Capelin (SS-289) (en)
- USS Cisco (SS-290) (en)
- USS Crevalle (SS-291) (en)
- USS Devilfish (SS-292) (en)
- USS Dragonet (SS-293) (en)
- USS Escolar (SS-294) (en)
- USS Hackleback (SS-295)
- USS Lancetfish (SS-296) (en)
- USS Ling (SS-297)
- USS Lionfish (SS-298)
- USS Manta (SS-299) (en)
- USS Moray (SS-300) (en)
- USS Roncador (SS-301) (en)
- USS Sabalo (SS-302) (en)
- USS Sablefish (SS-303) (en)
- USS Seahorse (SS-304) (en)
- USS Skate (SS-305)
- USS Tang (SS-306)
- USS Tilefish (SS-307) (en)
- USS Apogon (SS-308) (en)
- USS Aspro (SS-309) (en)
- USS Batfish (SS-310) (en)
- USS Archerfish (SS-311)
- USS Burrfish (SS-312) (en)
- USS Perch (SS-313) (en)
- USS Shark (SS-314) (en)
- USS Sealion (SS-315)
- USS Barbel (SS-316) (en)
- USS Barbero (SS-317) (en)
- USS Baya (SS-318) (en)
- USS Becuna (SS-319)
- USS Bergall (SS-320) (en)
- USS Besugo (SS-321)
- USS Blackfin (SS-322)
- USS Caiman (SS-323) (en)
- USS Blenny (SS-324) (en)
- USS Blower (SS-325) (en)
- USS Blueback (SS-326) (en)
- USS Boarfish (SS-327) (en)
- USS Charr (SS-328)
- USS Chub (SS-329) (en)
- USS Brill (SS-330) (en)
- USS Bugara (SS-331) (en)
- USS Bullhead (SS-332) (en)
- USS Bumper (SS-333) (en)
- USS Cabezon (SS-334) (en)
- USS Dentuda (SS-335) (en)
- USS Capitaine (SS-336) (en)
- USS Carbonero (SS-337) (en)
- USS Carp (SS-338) (en)
- USS Catfish (SS-339) (en)
- USS Entemedor (SS-340)
- USS Chivo (SS-341) (en)
- USS Chopper (SS-342) (en)
- USS Clamagore (SS-343)
- USS Cobbler (SS-344) (en)
- USS Cochino (SS-345)
- USS Corporal (SS-346) (en)
- USS Cubera (SS-347) (en)
- USS Cusk (SS-348) (en)
- USS Diodon (SS-349) (en)
- USS Dogfish (SS-350) (en)
- USS Greenfish (SS-351) (en)
- USS Halfbeak (SS-352) (en)
- USS Dugong (SS-353) (en)
- USS Eel (SS-354) (en)
- USS Espada (SS-355) (en)
- USS Jawfish (SS-356) (en)
- USS Ono (SS-357) (en)
- USS Garlopa (SS-358) (en)
- USS Garrupa (SS-359) (en)
- USS Goldring (SS-360) (en)
- USS Golet (SS-361) (en)
- USS Guavina (SS-362) (en)
- USS Guitarro (SS-363) (en)
- USS Hammerhead (SS-364) (en)
- USS Hardhead (SS-365)
- USS Hawkbill (SS-366) (en)
- USS Icefish (SS-367) (en)
- USS Jallao (SS-368)
- USS Kete (SS-369) (en)
- USS Kraken (SS-370) (en)
- USS Lagarto (SS-371) (en)
- USS Lamprey (SS-372) (en)
- USS Lizardfish (SS-373) (en)
- USS Loggerhead (SS-374) (en)
- USS Macabi (SS-375) (en)
- USS Mapiro (SS-376) (en)
- USS Menhaden (SS-377) (en)
- USS Mero (SS-378) (en)
- USS Needlefish (SS-379) (en)
- USS Nerka (SS-380) (en)
- USS Sand Lance (SS-381) (en)
- USS Picuda (SS-382)
- USS Pampanito (SS-383)
- USS Parche (SS-384)
- USS Bang (SS-385) (en)
- USS Pilotfish (SS-386) (en)
- USS Pintado (SS-387) (en)
- USS Pipefish (SS-388) (en)
- USS Piranha (SS-389) (en)
- USS Plaice (SS-390) (en)
- USS Pomfret (SS-391) (en)
- USS Sterlet (SS-392) (en)
- USS Queenfish (SS-393)
- USS Razorback (SS-394)
- USS Redfish (SS-395)
- USS Ronquil (SS-396) (en)
- USS Scabbardfish (SS-397) (en)
- USS Segundo (SS-398) (en)
- USS Sea Cat (SS-399) (en)
- USS Sea Devil (SS-400)
- USS Sea Dog (SS-401) (en)
- USS Sea Fox (SS-402) (en)
- USS Atule (SS-403) (en)
- USS Spikefish (SS-404) (en)
- USS Sea Owl (SS-405) (en)
- USS Sea Poacher (SS-406) (en)
- USS Sea Robin (SS-407) (en)
- USS Sennet (SS-408) (en)
- USS Piper (SS-409) (en)
- USS Threadfin (SS-410)
- USS Spadefish (SS-411)
- USS Trepang (SS-412) (en)
- USS Spot (SS-413) (en)
- USS Springer (SS-414) (en)
- USS Stickleback (SS-415) (en)
- USS Tiru (SS-416) (en)
- USS Trumpetfish (SS-425) (en)
- USS Tusk (SS-426) (en)

### Classe Tench(1944 – 1975)

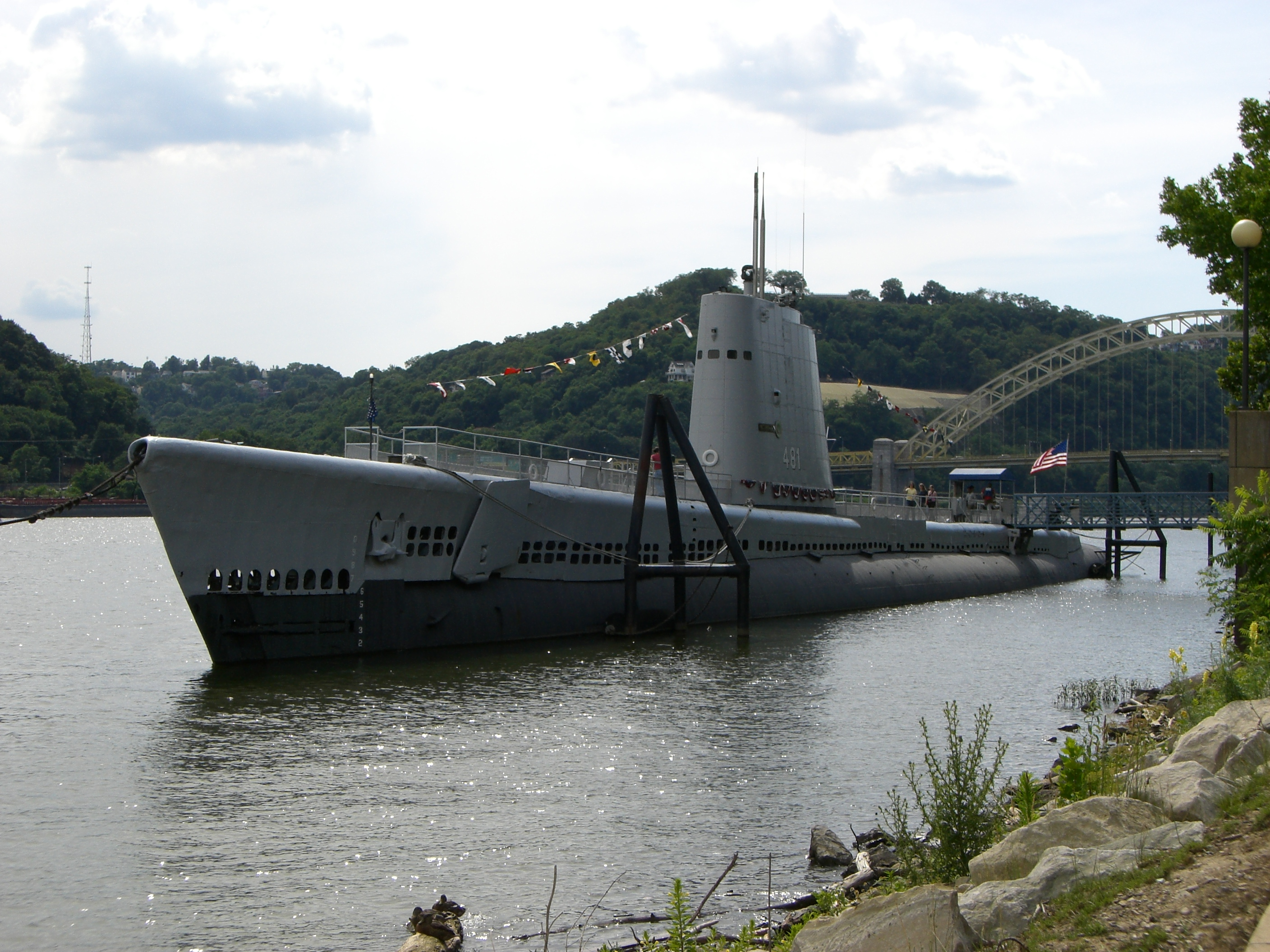
L'USS Requin (SS-481).

- USS Tench (SS-417) (en)
- USS Thornback (SS-418)
- USS Tigrone (SS-419) (en)
- USS Tirante (SS-420) (en)
- USS Trutta (SS-421) (en)
- USS Toro (SS-422) (en)
- USS Torsk (SS-423)
- USS Quillback (SS-424) (en)
- USS Trumpetfish (SS-425) (en)
- USS Tusk (SS-426) (en)
- USS Turbot (SS-427) (en)
- USS Ulua (SS-428) (en)
- USS Unicorn (SS-429) (en)
- USS Vendace (SS-430) (en)
- USS Whitefish (SS-432) (en)
- USS Whiting (SS-433) (en)
- USS Wolffish (SS-434) (en)
- USS Corsair (SS-435) (en)
- USS Argonaut (SS-475) (en)
- USS Runner (SS-476) (en)
- USS Conger (SS-477) (en)
- USS Cutlass (SS-478) (en)
- USS Diablo (SS-479) (en)
- USS Medregal (SS-480) (en)
- USS Requin (SS-481)
- USS Irex (SS-482) (en)
- USS Sea Leopard (SS-483) (en)
- USS Odax (SS-484) (en)
- USS Sirago (SS-485) (en)
- USS Pomodon (SS-486) (en)
- USS Remora (SS-487) (en)
- USS Sarda (SS-488) (en)
- USS Spinax (SS-489) (en)
- USS Volador (SS-490) (en)
- USS Pompano (SS-491) (en)
- USS Grayling (SS-492) (en)
- USS Needlefish (SS-493) (en)
- USS Sculpin (SS-494) (en)
- USS Wahoo (SS-518) (en)
- USS Amberjack (SS-522) (en)
- USS Grampus (SS-523) (en)
- USS Pickerel (SS-524) (en)
- USS Grenadier (SS-525) (en)
- USS Dorado (SS-526) (en)
- USS Comber (SS-527) (en)
- USS Sea Panther (SS-528) (en)
- USS Tiburon (SS-529) (en)

### Classe Barracuda(1951 – 1959)
- USS Barracuda (SSK-1) (en)
- USS Bass (SSK-2) (en)
- USS Bonita (SSK-3) (en)

### Classe Tang(1951 – 1983)

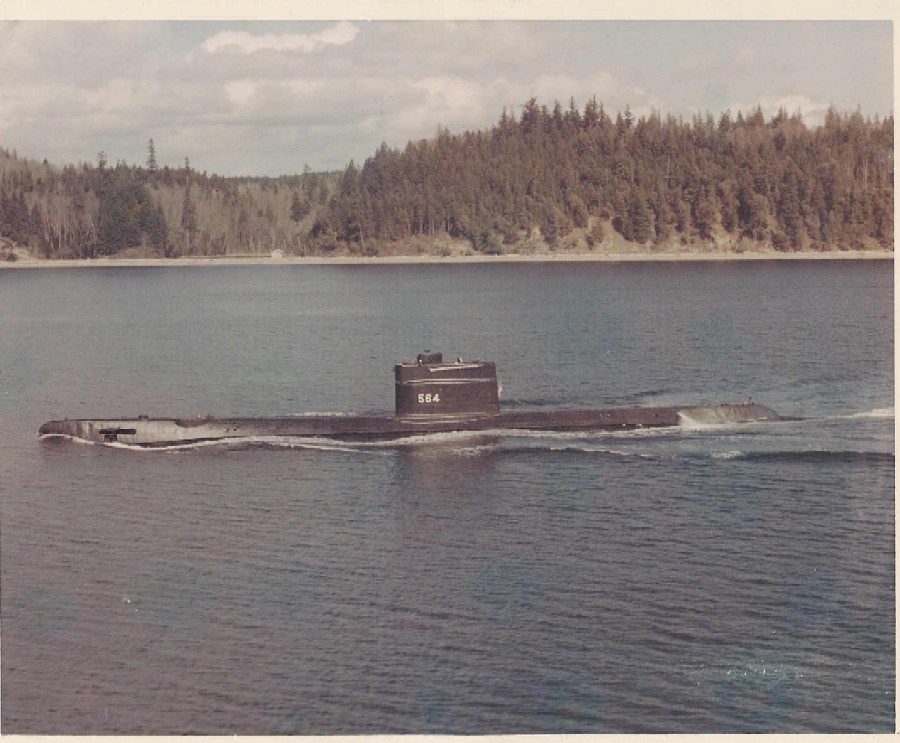
L'USS Trigger (SS-564).

- USS Tang (SS-563) (en)
- USS Trigger (SS-564) (en)
- USS Wahoo (SS-565) (en)
- USS Trout (SS-566) (en)
- USS Gudgeon (SS-567) (en)
- USS Harder (SS-568) (en)

### Classe T-1
- USS Mackerel (SST-1) (en)
- USS Marlin (SST-2)

### Classe Sailfish(1956 – 1978)
- USS Sailfish (SSR-572) (en)
- USS Salmon (SSR-573) (en)

### Classe Darter (1956-1989)
- USS Darter (SS-576)

### Classe Barbel(1959 – 1990)
- USS Barbel (SS-580) (en)
- USS Blueback (SS-581) navire-musée
- USS Bonefish (SS-582) (en)

## Sous-Marin diesel lanceur de missiles de croisière (1958-1984)

### Classe Grayback(1958-1984)

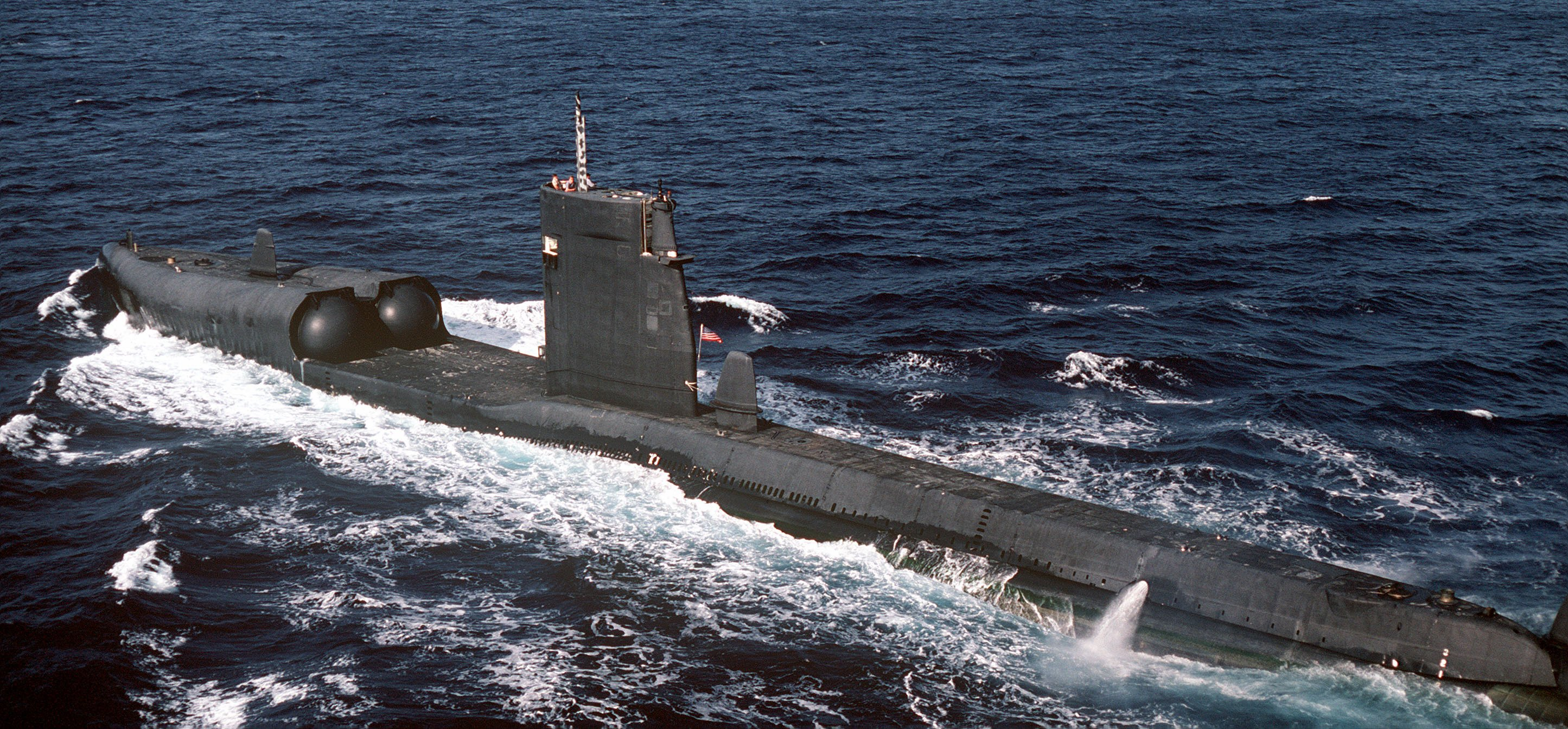
L'USS Grayback (SSG-574).

- USS Grayback (SSG-574)
- USS Growler (SSG-577)

## Sous-marin nucléaire d'attaque(1955 - présent)

### Classe Nautilus (1955-1980)
- USS Nautilus (SSN-571)

### Classe Seawolf (1957-1987)
- USS Seawolf (SSN-575)

### Classe Skate(1957-1989)

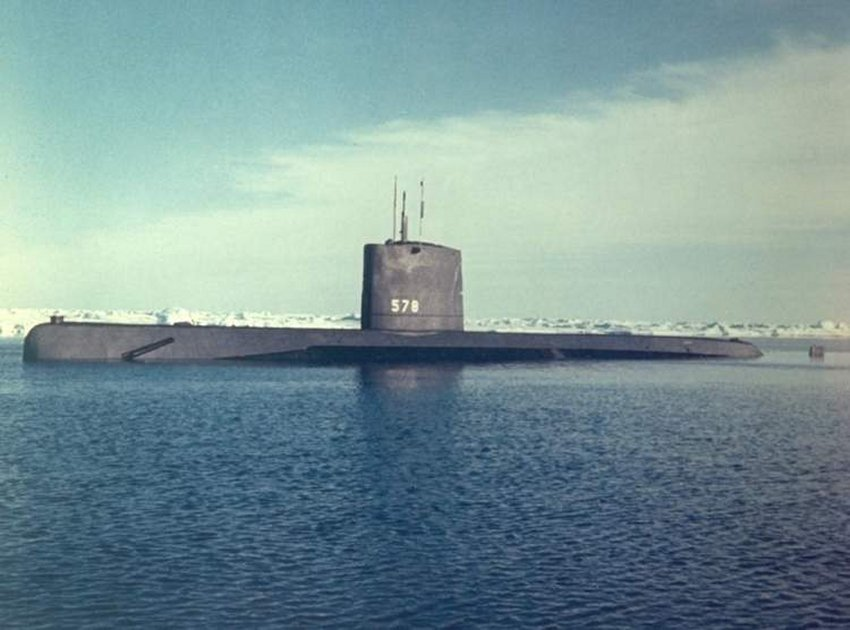
L'USS Skate (SSN-578).

- USS Skate (SSN-578)
- USS Swordfish (SSN-579)
- USS Sargo (SSN-583)
- USS Seadragon (SSN-584) (en)

### Classe Skipjack(1959-1990)
- USS Skipjack (SSN-585) (en)
- USS Scamp (SSN-588) (en)
- USS Scorpion (SSN-589)
- USS Sculpin (SSN-590) (en)
- USS Shark (SSN-591) (en)
- USS Snook (SSN-592) (en)

### Classe Triton (1959-1969)
- USS Triton (SSRN-586)

### Classe Tullibee (1960-1988)
- USS Tullibee (SSN-597)

### Classe Thresher/Permit(1961-1994)

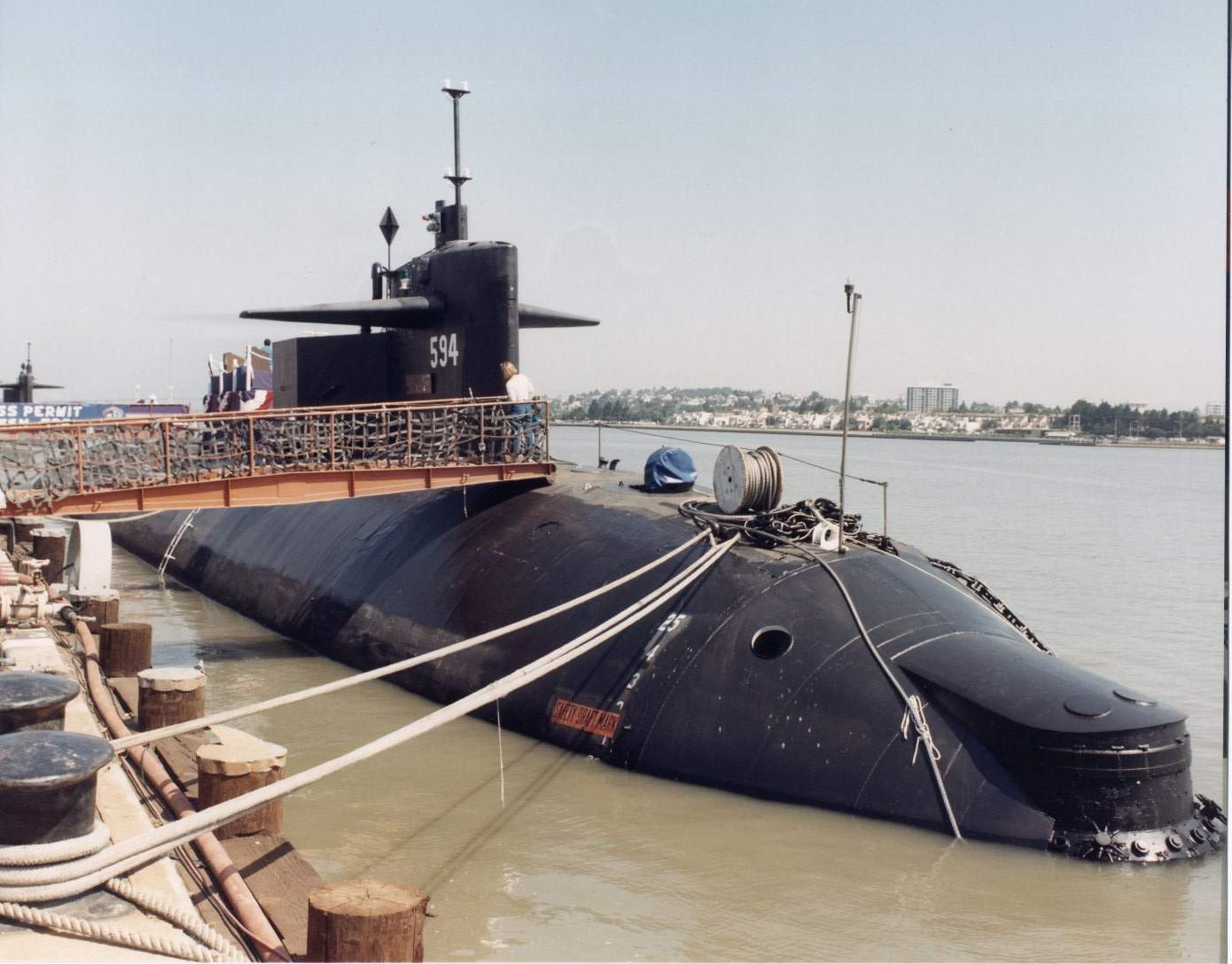
L'USS Permit (SSN-594).

- USS Thresher (SSN-593)
- USS Permit (SSN-594) (en)
- USS Plunger (SSN-595) (en)
- USS Barb (SSN-596) (en)
- USS Pollack (SSN-603) (en)
- USS Haddo (SSN-604) (en)
- USS Jack (SSN-605) (en)
- USS Tinosa (SSN-606) (en)
- USS Dace (SSN-607) (en)
- USS Guardfish (SSN-612) (en)
- USS Flasher (SSN-613) (en)
- USS Greenling (SSN-614) (en)
- USS Gato (SSN-615)
- USS Haddock (SSN-621) (en)

### Classe Sturgeon(1967-2004)
- USS Sturgeon (SSN-637) (en)
- USS Whale (SSN-638) (en)
- USS Tautog (SSN-639)
- USS Grayling (SSN-646)
- USS Pogy (SSN-647) (en)
- USS Aspro (SSN-648) (en)
- USS Sunfish (SSN-649) (en)
- USS Pargo (SSN-650) (en)
- USS Queenfish (SSN-651) (en)
- USS Puffer (SSN-652) (en)
- USS Ray (SSN-653) (en)
- USS Sand Lance (SSN-660) (en)
- USS Lapon (SSN-661) (en)
- USS Gurnard (SSN-662) (en)
- USS Hammerhead (SSN-663) (en)
- USS Sea Devil (SSN-664) (en)
- USS Guitarro (SSN-665) (en)
- USS Hawkbill (SSN-666) (en)
- USS Bergall (SSN-667) (en)
- USS Spadefish (SSN-668) (en)
- USS Seahorse (SSN-669) (en)
- USS Finback (SSN-670) (en)
- USS Pintado (SSN-672) (en)

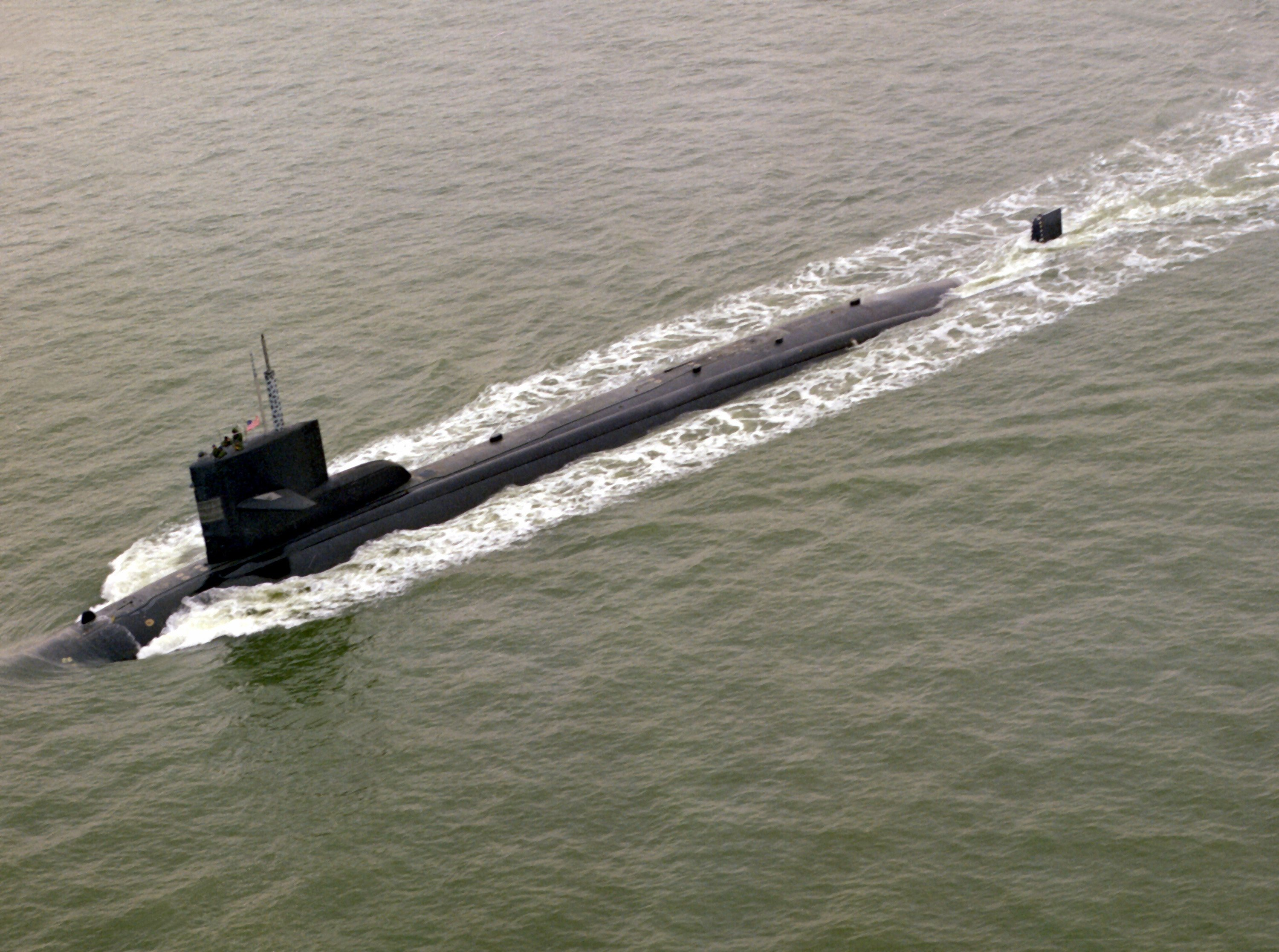
L'USS Richard B. Russell (SSN-687).

- USS Flying Fish (SSN-673) (en)
- USS Trepang (SSN-674) (en)
- USS Bluefish (SSN-675) (en)
- USS Billfish (SSN-676) (en)
- USS Drum (SSN-677)
- USS Archerfish (SSN-678) (en)
- USS Silversides (SSN-679) (en)
- USS William H. Bates (SSN-680) (en)
- USS Batfish (SSN-681) (en)
- USS Tunny (SSN-682) (en)
- USS Parche (SSN-683)
- USS Cavalla (SSN-684) (en)
- USS L. Mendel Rivers (SSN-686) (en)
- USS Richard B. Russell (SSN-687) (en)

### Classe Narwhal (1969-1999)
- USS Narwhal (SSN-671)

### Classe Glenard P. Lipscomb (1974-1990)
- USS Glenard P. Lipscomb (SSN-685)

### Classe Los Angeles(1976 - présent)

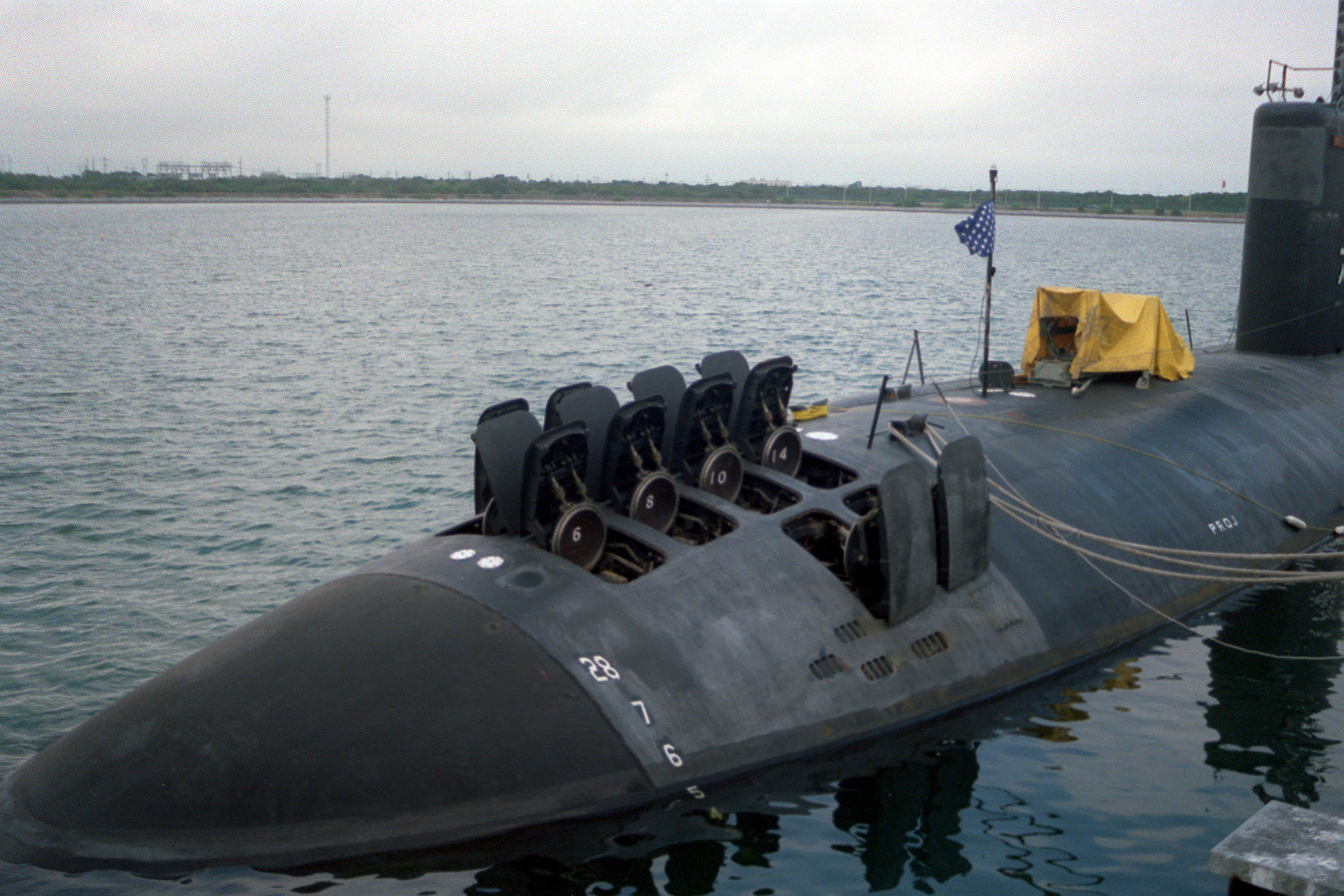
L'USS Santa Fe (SSN-763).

- USS Los Angeles (SSN-688)
- USS Philadelphia (SSN-690)
- USS Memphis (SSN-691)
- USS Omaha (SSN-692)
- USS Cincinnati (SSN-693)
- USS Groton (SSN-694)
- USS Bremerton (SSN-698)
- USS Jacksonville (SSN-699)
- USS Dallas (SSN-700)
- USS La Jolla (SSN-701)
- USS City of Corpus Christi (SSN-705)
- USS Albuquerque (SSN-706)
- USS Hyman G. Rickover (SSN-709)
- USS Augusta (SSN-710)
- USS San Francisco (SSN-711)
- USS Houston (SSN-713)
- USS Norfolk (SSN-714)
- USS Buffalo (SSN-715)
- USS Olympia (SSN-717)
- USS Providence (SSN-719)
- USS Pittsburgh (SSN-720)
- USS Chicago (SSN-721)
- USS Key West (SSN-722)
- USS Oklahoma City (SSN-723)
- USS Louisville (SSN-724)
- USS Helena (SSN-725)
- USS Newport News (SSN-750)
- USS San Juan (SSN-751)
- USS Pasadena (SSN-752)
- USS Albany (SSN-753)
- USS Topeka (SSN-754)
- USS Miami (SSN-755)
- USS Scranton (SSN-756)
- USS Alexandria (SSN-757)
- USS Asheville (SSN-758)
- USS Jefferson City (SSN-759)
- USS Annapolis (SSN-760)
- USS Springfield (SSN-761)
- USS Columbus (SSN-762)
- USS Santa Fe (SSN-763)
- USS Boise (SSN-764)
- USS Montpelier (SSN-765)
- USS Charlotte (SSN-766)
- USS Hampton (SSN-767)
- USS Hartford (SSN-768)
- USS Toledo (SSN-769)
- USS Tucson (SSN-770)
- USS Columbia (SSN-771)
- USS Greenville (SSN-772)
- USS Cheyenne (SSN-773)

### Classe Seawolf(1997 - présent)

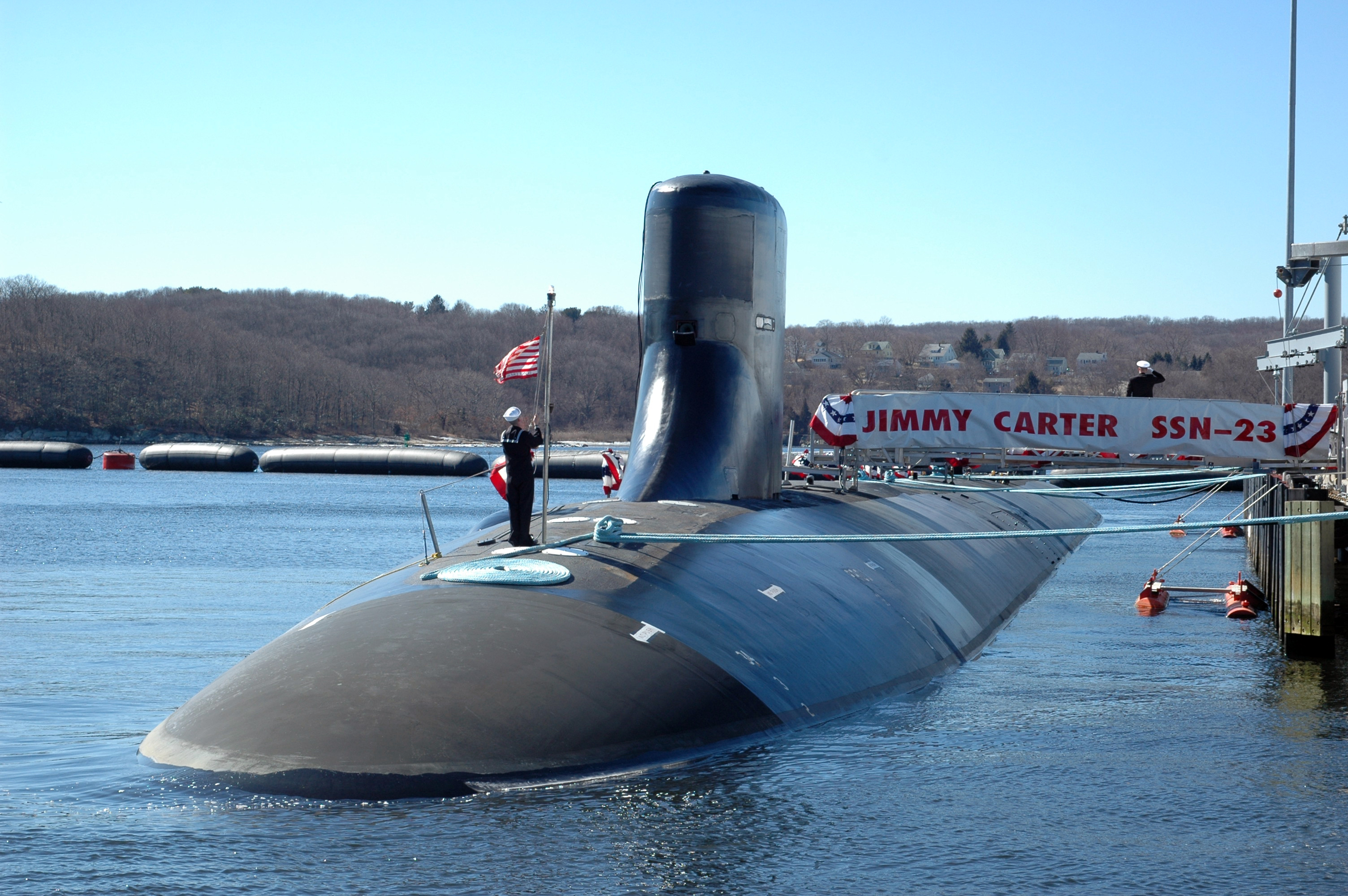
L'USS Jimmy Carter (SSN-23).

- USS Seawolf (SSN-21)
- USS Connecticut (SSN-22)
- USS Jimmy Carter (SSN-23)

### Classe Virginia(2004 - présent)
- USS Virginia (SSN-774)
- USS Texas (SSN-775)
- USS Hawaii (SSN-776)
- USS North Carolina (SSN-777)
- USS New Hampshire (SSN-778)
- USS New Mexico (SSN-779)
- USS Missouri (SSN-780)
- USS California (SSN-781)
- USS Mississippi (SSN-782)
- USS Minnesota (SSN-783)
- USS North Dakota (SSN-784)
- USS John Warner (SSN-785)
- USS Illinois (SSN-786)
- USS Washington (SSN-787)
- USS Colorado (SSN-788)
- USS Indiana (SSN-789)
- USS South Dakota (SSN-790)
- USS Delaware (SSN-791)
- USS Vermont (SSN-792)
- USS Oregon (SSN-793)
- USS Montana (SSN-794)
- USS Hyman G. Rickover (SSN-795)
- USS New Jersey (SSN-796)
- USS Iowa (SSN-797)
- USS Massachusetts (SSN-798)
- USS Idaho (SSN-799)
- USS Arkansas (SSN-800)
- USS Utah (SSN-801)
- USS Oklahoma (SSN-802)
- USS Arizona (SSN-803)
- USS Barb (SSN-804)
- USS Tang (SSN-805)
- USS Wahoo (SSN-806)
- USS Silversides (SSN-807)
- USS John H. Dalton (SSN-808)
- USS Long Island (SSN-809)
- USS San Francisco (SSN-810)

## Sous-marin nucléaire lanceur d'engins(1959 - présent)

### Classe George Washington(1959 – 1985)
- USS George Washington (SSBN-598)

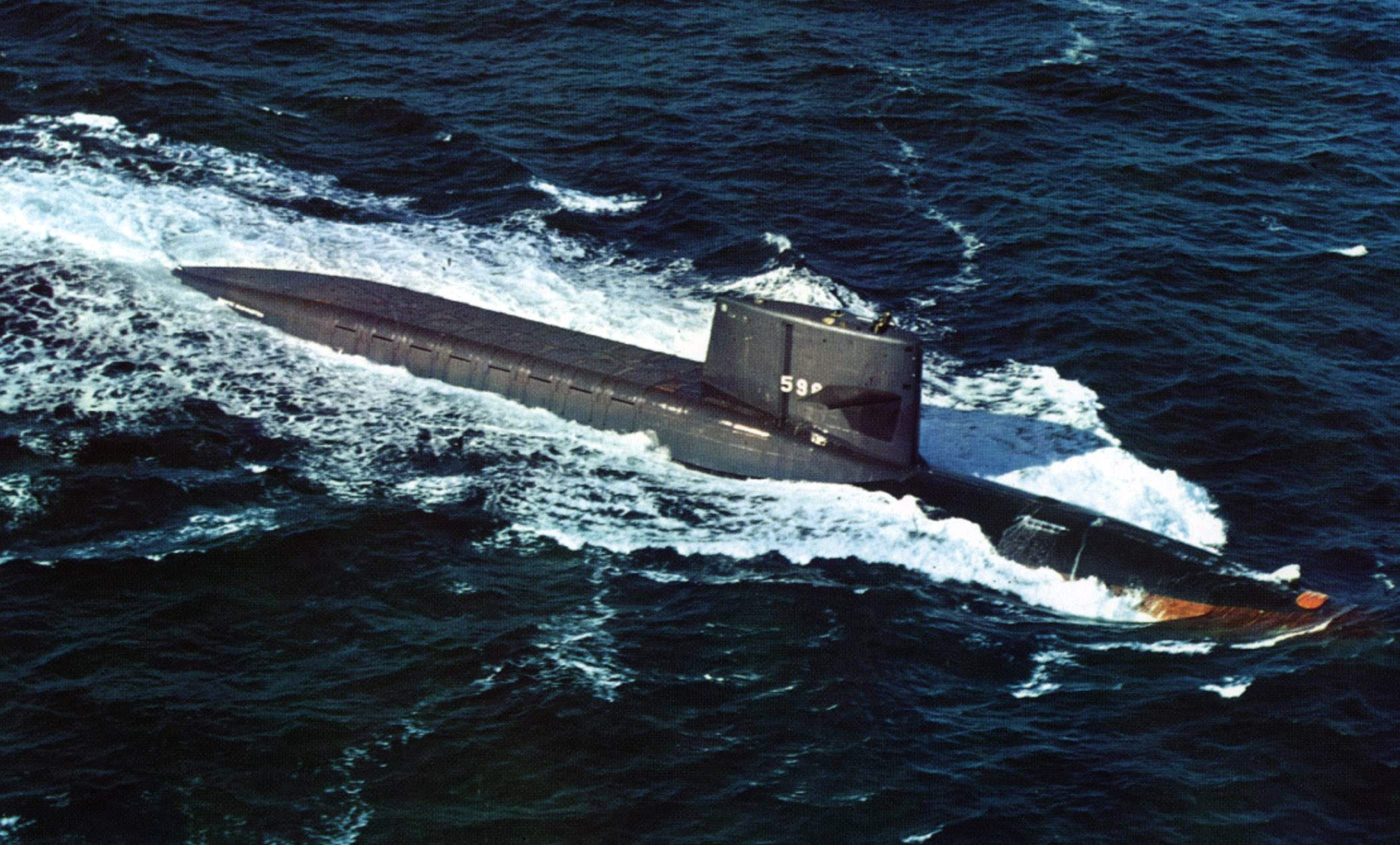
L'USS George Washington (SSBN-598).

- USS Patrick Henry (SSBN-599) (en)
- USS Theodore Roosevelt (SSBN-600) (en)
- USS Robert E. Lee (SSBN-601) (en)
- USS Abraham Lincoln (SSBN-602) (en)

### Classe Ethan Allen(1961 – 1992)
- USS Ethan Allen (SSBN-608) (en)
- USS Sam Houston (SSBN-609)
- USS Thomas A. Edison (SSBN-610) (en)
- USS John Marshall (SSBN-611) (en)
- USS Thomas Jefferson (SSBN-618) (en)

### Classe Lafayette(1963 – 1994)
- USS Lafayette (SSBN-616) (en)

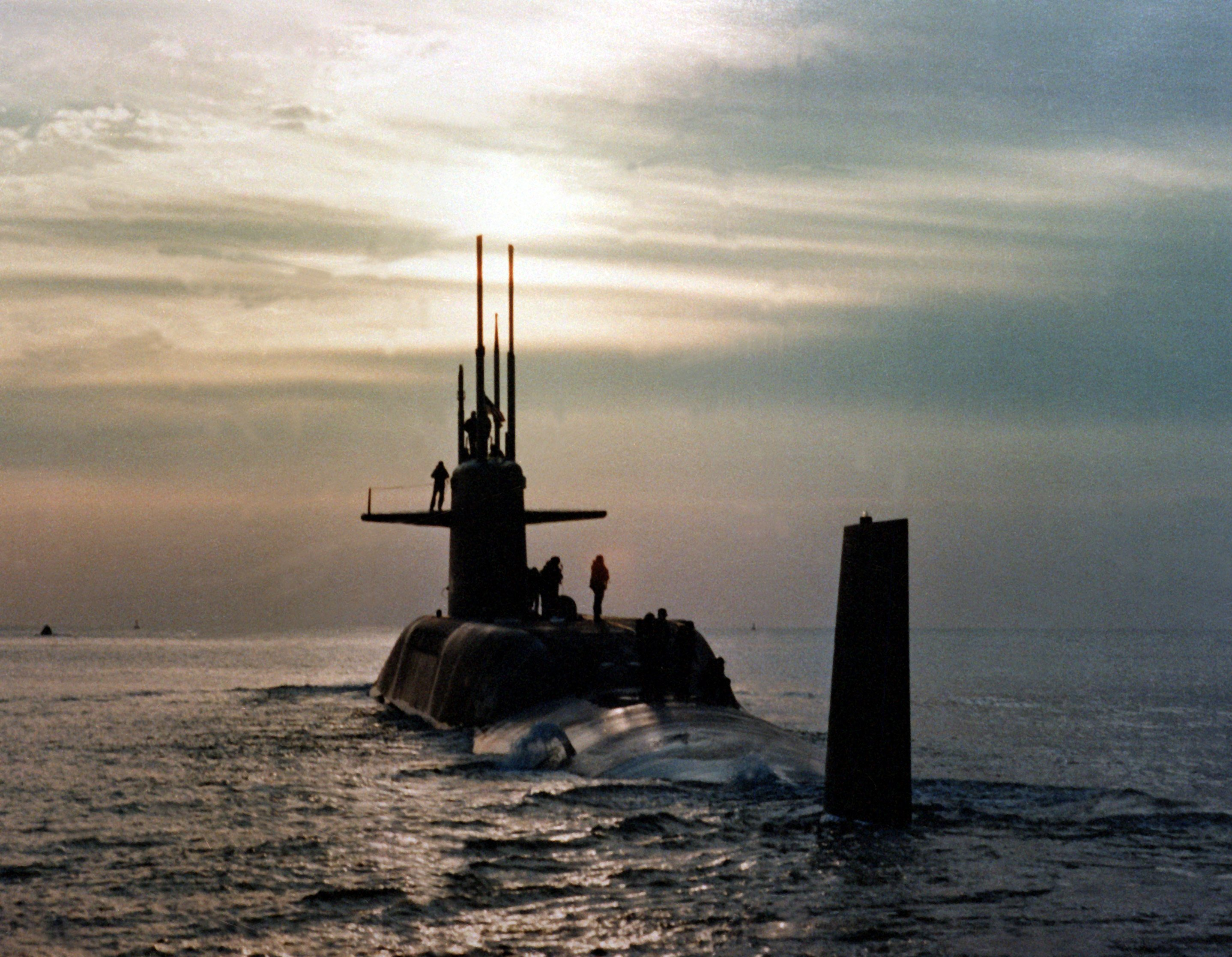
L'USS Daniel Webster (SSBN-626).

- USS Alexander Hamilton (SSBN-617) (en)
- USS Andrew Jackson (SSBN-619) (en)
- USS John Adams (SSBN-620) (en)
- USS James Monroe (SSBN-622) (en)
- USS Nathan Hale (SSBN-623) (en)
- USS Woodrow Wilson (SSBN-624) (en)
- USS Henry Clay (SSBN-625) (en)
- USS Daniel Webster (SSBN-626)

### Classe James Madison(1964 – 1995)
- USS James Madison (SSBN-627)
- USS Tecumseh (SSBN-628) (en)

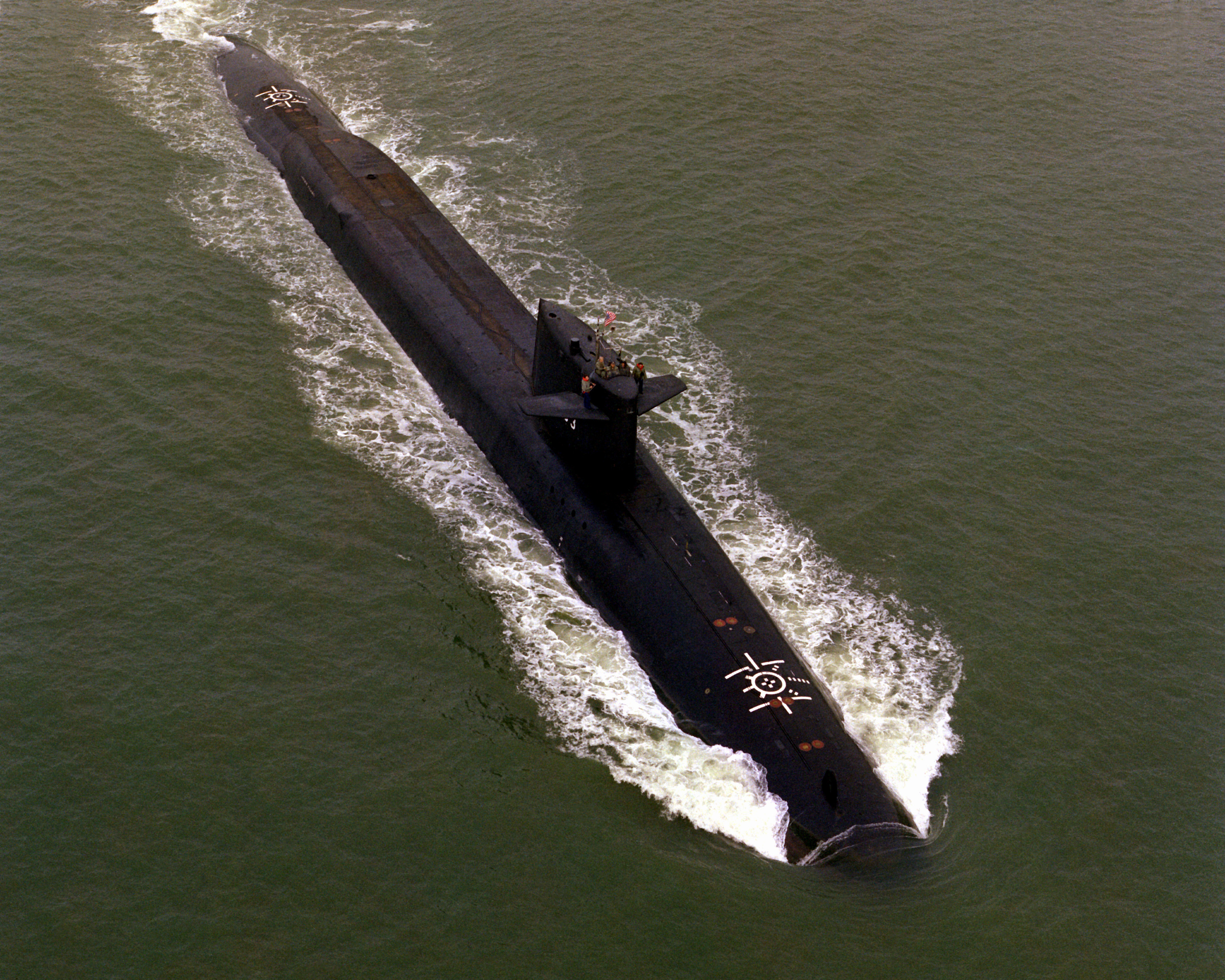
L'USS Casimir Pulaski (SSBN-633).

- USS Daniel Boone (SSBN-629) (en)
- USS John C. Calhoun (SSBN-630)
- USS Ulysses S. Grant (SSBN-631) (en)
- USS Von Steuben (SSBN-632) (en)
- USS Casimir Pulaski (SSBN-633)
- USS Stonewall Jackson (SSBN-634) (en)
- USS Sam Rayburn (SSBN-635) (en)
- USS Nathanael Greene (SSBN-636) (en)

### Classe Benjamin Franklin(1965 – 2002)
- USS Benjamin Franklin (SSBN-640)

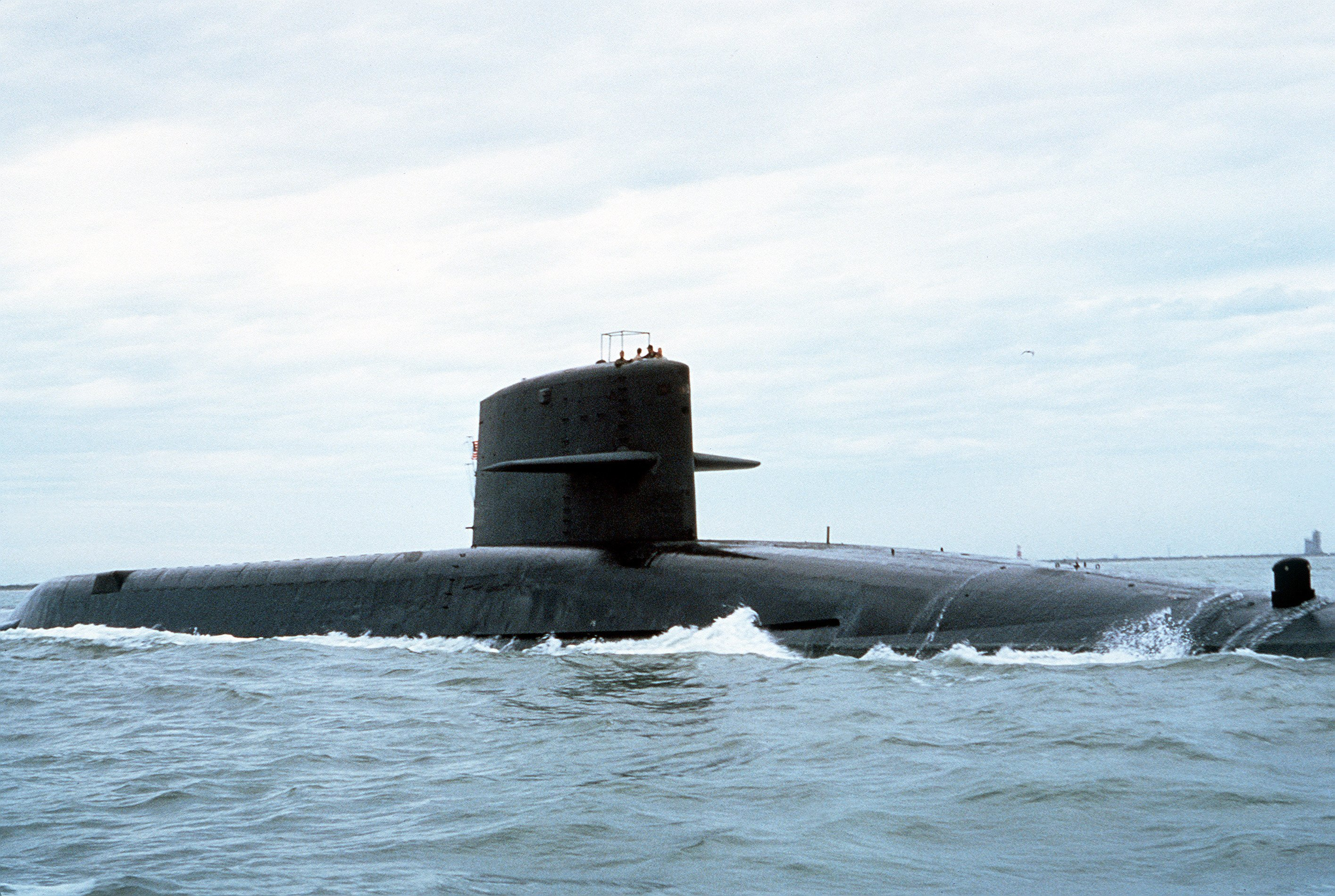
L'USS Lewis and Clark (SSBN-644).

- USS Simon Bolivar (SSBN-641) (en)
- USS Kamehameha (SSBN-642) (en)
- USS George Bancroft (SSBN-643)
- USS Lewis and Clark (SSBN-644)
- USS James K. Polk (SSBN-645) (en)
- USS George C. Marshall (SSBN-654)
- USS Henry L. Stimson (SSBN-655)
- USS George Washington Carver (SSBN-656)
- USS Francis Scott Key (SSBN-657)
- USS Mariano G. Vallejo (SSBN-658)
- USS Will Rogers (SSBN-659) (en)

### Classe Ohio(1981 – présent)

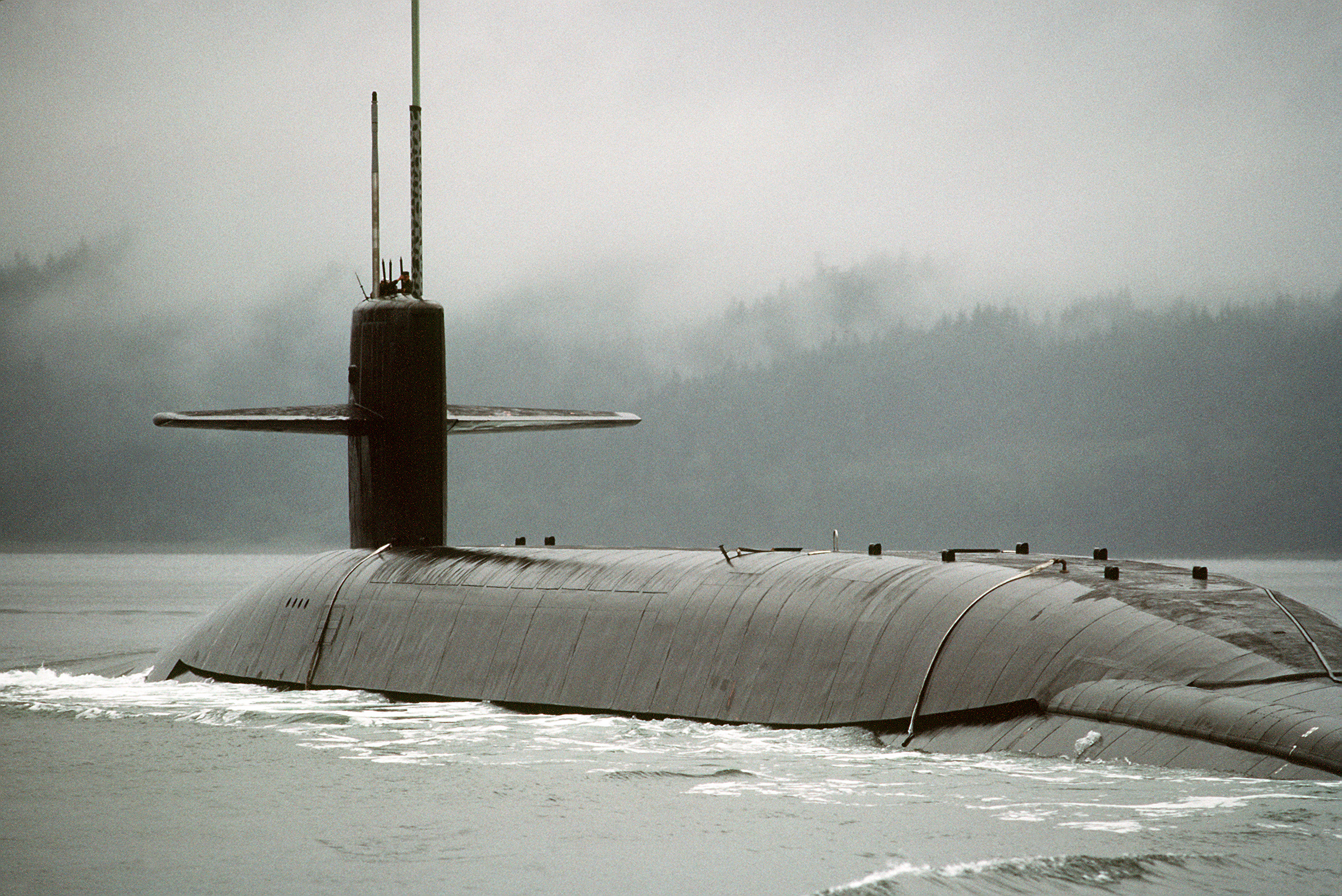
L'USS Ohio (SSGN-726).

- USS Henry M. Jackson (SSBN-730)
- USS Alabama (SSBN-731)
- USS Alaska (SSBN-732)
- USS Nevada (SSBN-733)
- USS Tennessee (SSBN-734)
- USS Pennsylvania (SSBN-735)
- USS West Virginia (SSBN-736)
- USS Kentucky (SSBN-737)
- USS Maryland (SSBN-738)
- USS Nebraska (SSBN-739)
- USS Rhode Island (SSBN-740)
- USS Maine (SSBN-741)
- USS Wyoming (SSBN-742)
- USS Louisiana (SSBN-743)

### Classe Columbia(en construction)
- USS District of Columbia (SSBN-826)
- USS Wisconsin (SSBN-827)

## Sous-marin nucléaire lanceur de missiles de croisière(1960 - 1976; 1981 – présent)

### Classe Halibut (1960-1976)
- USS Halibut (SSGN-587)

### Classe Ohio(1981 – présent)
- USS Ohio (SSGN-726)
- USS Michigan (SSGN-727)
- USS Florida (SSGN-728)
- USS Georgia (SSGN-729)

## Sous-marins de recherche et sauvetage à grande profondeur

### Sous-marin de recherche pour plongées profondes (1968-2008)

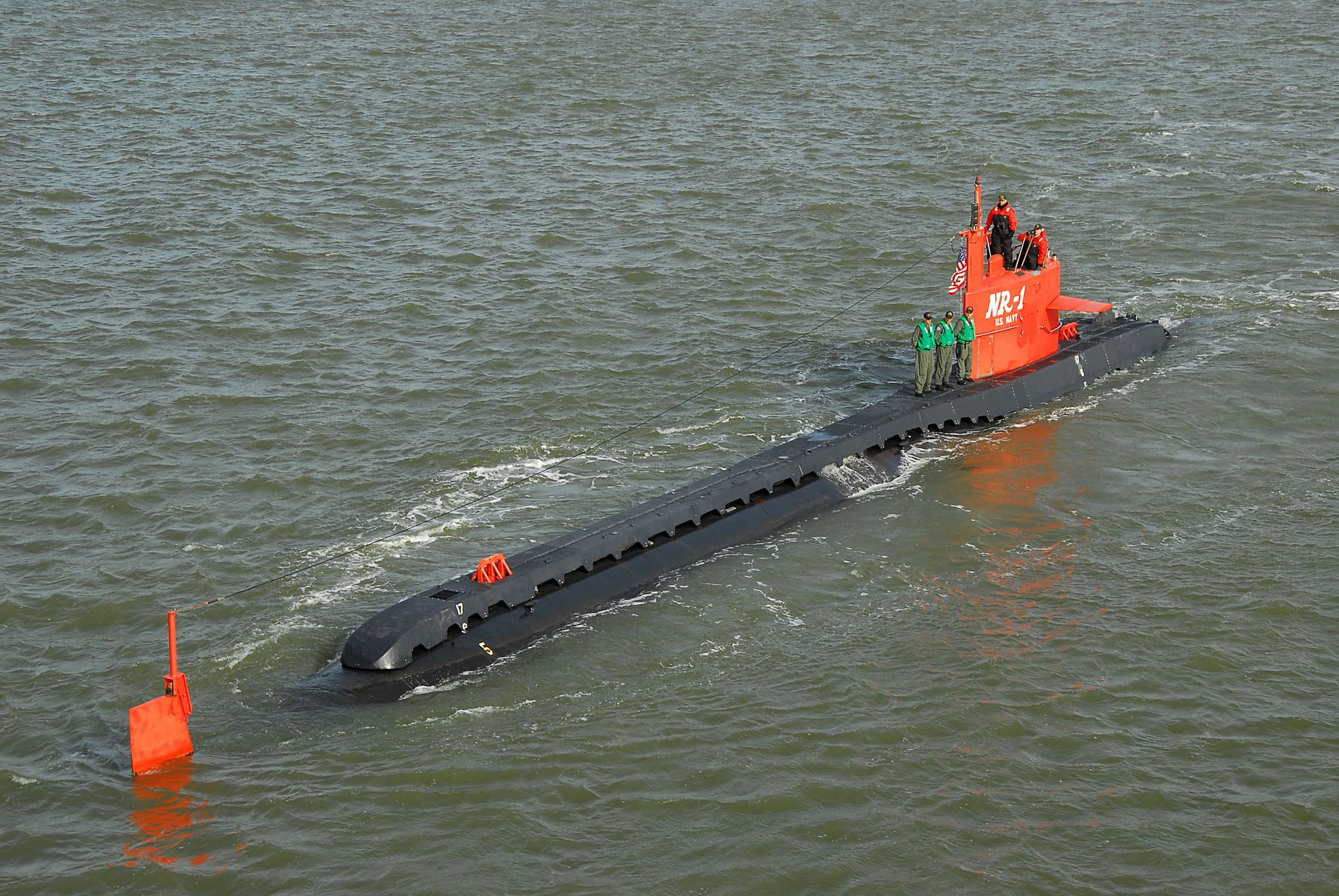
Le NR-1 est le plus petit sous-marin à propulsion nucléaire navale construit aux États-Unis.

- NR-1

### Classe Mystic(1970-2008)
- DSRV-1 Mystic
- DSRV-2 Avalon

### Classe Alvin (depuis 1965)
- Alvin (DSV-2)
- Turtle (DSV-3)
- Sea Cliff (DSV-4)
- Nemo (DSV-5)

### Submarine Rescue Diving and Recompression System
- Submarine Rescue Diving and Recompression System

## Pertes

### Avant la Seconde Guerre mondiale
Entre 1863 et le 7 décembre 1941, la marine des États-Unis perd les unités suivantes :
- USS Alligator (1862)
- USS F-1 (SS-20)
- USS F-4 (SS-23)
- USS H-1 (SS-28)
- USS O-5 (SS-66)
- USS O-9 (SS-70)
- USS S-4 (SS-109)
- USS S-5 (SS-110)
- USS S-51 (SS-162)
- USS Squalus (SS-192)

### Seconde Guerre mondiale
Durant la Seconde Guerre mondiale, 66 unités ont été perdues entraînant la mort d'un sous-marinier sur cinq dont:
- 43 perdus par l'action de l'armée impériale japonaise :
  - 12 coulés par l'aviation japonaise ;
  - 1 coulé au canon ;
  - 21 par grenadage ;
  - 1 par torpillage par un sous-marin japonais ;
  - 8 par mines ;
- 5 portés disparus en mission ;
- 8 par fortune de mer soit 1 par collision et 7 par échouage ;
- 5 sabordés ou coulés comme cible ;
- 5 coulés lors de tir ami par avions ou navires américains (le sort d'un de ces derniers est contesté, il est possible qu'il ait été coulé par une mine allemande).

### Après guerre
La marine américaine a perdu, au 17 décembre 2015, deux sous-marins conventionnels et deux sous-marins nucléaires d'attaque après la fin de ce conflit :
- le 26 août 1949, le USS Cochino (SS-345) coule à la suite de l'explosion de ses batteries au large de la Norvège ;
- le 29 mai 1958, le USS Stickleback (SS-415) coule à la suite d'une collision avec un destroyer au large d’Hawaï ;
- le 10 avril 1963, le USS Thresher (SSN-593) coule à 100 miles à l'est de Cap Cod, dans le Massachusetts ;
- le 21 mai 1968, le USS Scorpion (SSN-589) coule à 400 miles au sud-est des Açores.